# Rencurel (Isère)
Pour les articles homonymes, voir Rencurel.
Rencurel est une commune française située dans le département de l'Isère en région Auvergne-Rhône-Alpes
Autrefois rattachée à la province du Dauphiné, cette commune fait partie de la communauté de communes de  Saint-Marcellin Vercors Isère Communauté, depuis sa création le 1er janvier 2017 .
Géographiquement, le territoire de la commune de Rencurel, positionné dans le Vercors septentrional à une altitude comprise entre 631 et 1 625 mètres sur une surface de 3 463 hectares mais principalement orienté vers le sud, s'étend de part et d'autre de la vallée de la Doulouche, petite rivière qui prend sa source au col de Romeyère, avant de rejoindre la rive droite de la Bourne, un torrent aux célèbres gorges qui marquent la limite méridionale du territoire de la commune, au niveau du hameau de la Balme de Rencurel.
Historiquement, Rencurel faisait partie des sept paroisses qui composaient le marquisat de Pont-en-Royans, attachée à la Famille des Béranger, puis à la Maison de Sassenage dont le château seigneurial est situé sur la commune de Sassenage, proche de Grenoble.
Les habitants sont dénommés les Rencurellois.

## Géographie

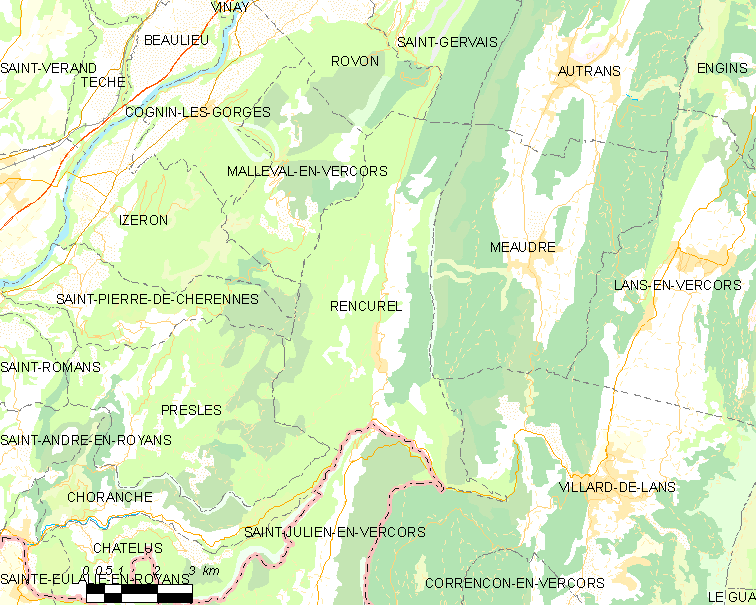
Plan de la commune de Rencure.l

### Situation
Le territoire de Rencurel se situe dans la partie septentrionale du massif du Vercors, à proximité de son versant occidental. La commune est également inscrite dans le territoire du parc naturel régional du Vercors.
Le bourg et ses principaux hameaux sont situés au creux d'une vallée bordée par les hautes falaises calcaires du Vercors central d'un côté, et les rondeurs du massif des Coulmes de l'autre. L'altitude moyenne du bourg qui héberge la mairie, est estimée à 800 m, et l'altitude minimale se situe au débouché de la Bourne en aval du hameau de La Balme de Rencurel, à la sortie du territoire communal.
Le centre du bourg de Rencurel se situe à environ 14 km de Villard-de-Lans, principal commune de cette partie du massif, 43 km de Grenoble, préfecture de l'Isère, 132 km de Lyon, préfecture de la région Auvergne-Rhône-Alpes, ainsi qu'à environ 597 km de Paris.

### Description

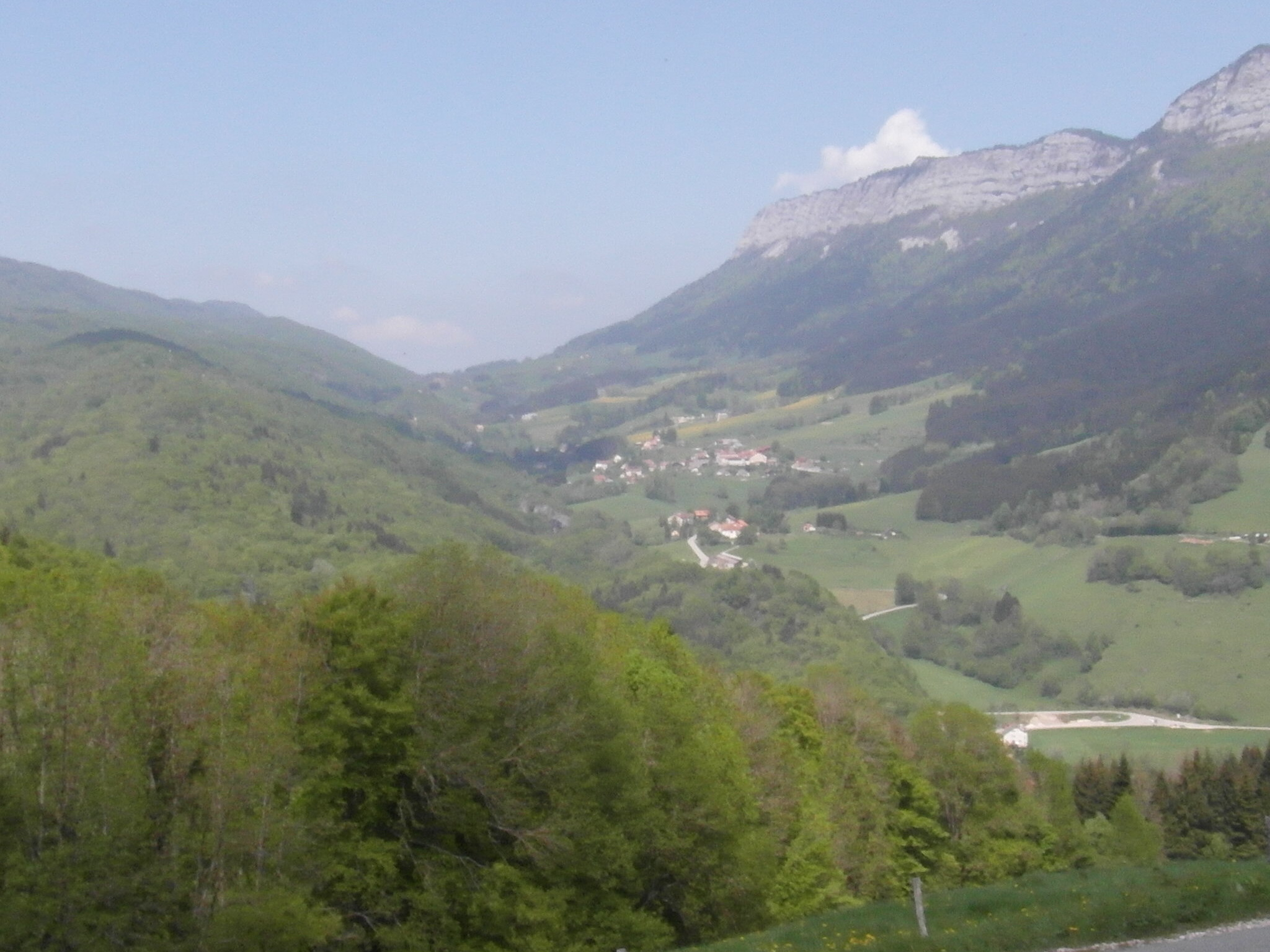
Le val de Rencurel depuis Saint-Julien-en-Vercors

Cette petite commune rurale d'environ trois cents habitants, située en zone de basse et moyenne montagne, se positionne entièrement dans une vallée peu encaissée, la partie nord du territoire, se situant au niveau d'un col s’élève au-dessus de 1 000 mètres d'altitude.
Son territoire se compose d'un bourg central peu peuplé, situé au cœur de la commune et abritant l'église et la mairie, mais aussi de nombreux hameaux dispersés; le plus important étant celui de La Balme de Rencurel, situé dans la partie la plus basse du territoire, sur la route qui relie Villard-de-Lans avec Pont-en-Royans.
La plupart des habitations anciennes sont des anciennes fermes agricoles en grande partie liées à l'élevage de troupeaux de montagne. Quelques villas sont venues s'ajouter au cours du XXe siècle, donnant à la commune son aspect actuel.

### Géologie

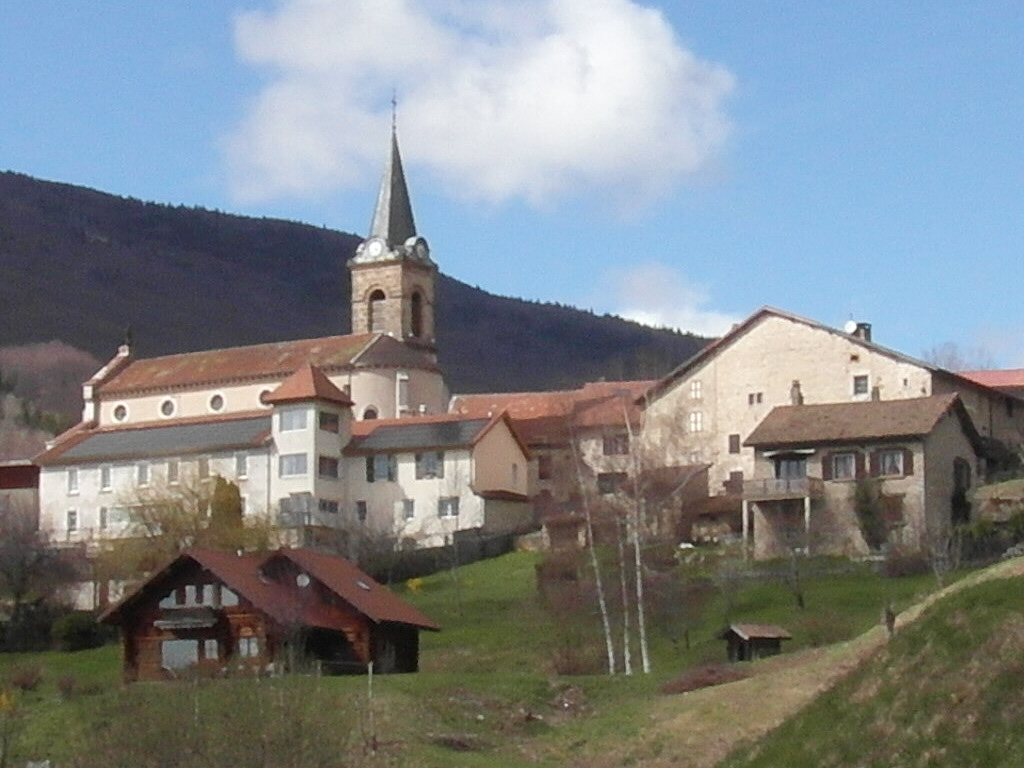
Le village (bourg) de Rencurel.

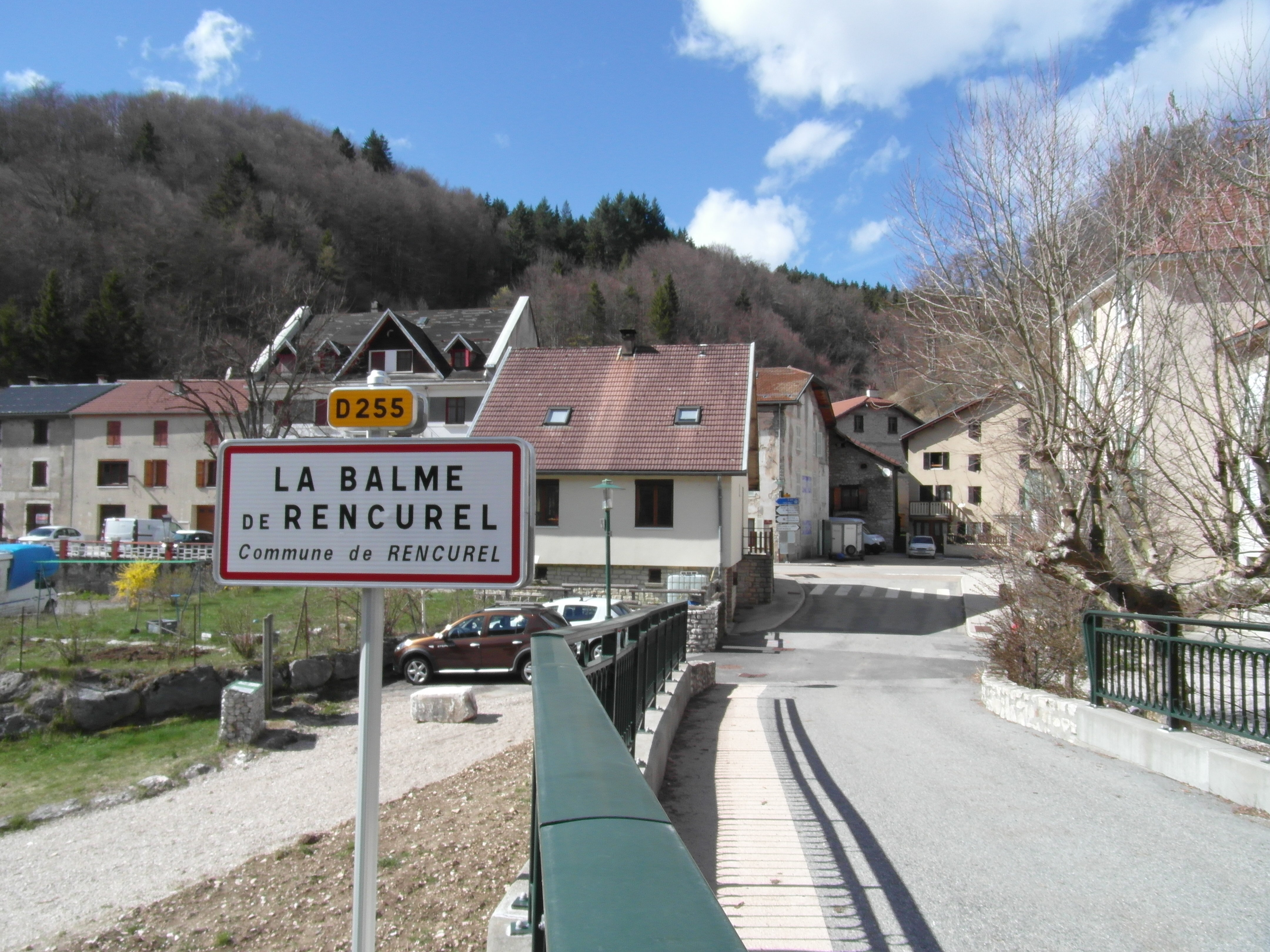
La Balme de Rencurel.

#### Le site de Rencurel et des Coulmes
La vallée de la Doulouche (dénommée également vallée de Rencurel), qui s'étend sur le territoire communal depuis le col de Romeyère jusqu'aux gorges de la Bourne, est une combe monoclinale, à remplissage datant du Miocène et qui se rattache au flanc oriental de l'anticlinal des Coulmes. Cette combe dite molassique représente le dernier prolongement septentrional du synclinal médian du Vercors. Cependant, dans ce secteur précis, la combe est limitée à l'est par un mouvement tectonique dénommé le « chevauchement de Rencurel » et dont la présence a rompu le flanc est du synclinal.

#### Le site de la Balme de Rencurel
Au niveau du hameau de La Balme-de-Rencurel, le torrent de la Bourne pénètre dans une portion très ouverte de la vallée. Cela entraîne un net changement de relief et de végétation. Cette modification du paysage est la conséquence directe de la traversée d'un val de type jurassien par cette rivière, ceci, de façon orthogonale. Il s'agit du prolongement méridional de la vallée de la Doulouche (ou de Rencurel) dont le confluent avec la Bourne se situe dans le hameau avec celui de la commune voisine de Saint-Martin-en-Vercors, cet ensemble étant ouvert dans la molasse miocène du cœur même du grand val médian du massif du Vercors. En amont de cette confluence, la Bourne, sort de la partie supérieure de ses gorges depuis le pont de la Goule Noire, où elle traverse une dernière barrière rocheuse. Celle-ci, très brève, représente l'extrémité septentrionale de la crête du Sapin du Vercors. Sur le territoire de Rencurel, c'est-à-dire en rive droite. On peut également découvrir, au niveau septentrional, la crête du Perrellier, détachée en « sentinelle avancée » vers l'ouest par rapport à l'ensemble des falaises des Rochers de Méaudre, aux limites des territoires des communes voisines de Villard-de-Lans et d'Autrans-Méaudre en Vercors et qui finissent par s'effacer au niveau de la confluence entre la Bourne et la Doulouche.

### Communes limitrophes
| Malleval-en-Vercors              | Rovon Saint-Gervais             | Autrans-Méaudre-en-Vercors (Autrans) |
| Izeron Saint-Pierre-de-Cherennes | Rencurel                        | Autrans-Méaudre-en-Vercors (Méaudre) |
| Presles Choranche                | Saint-Julien-en-Vercors (Drôme) | Villard-de-Lans                      |

### Climat
Pour des articles plus généraux, voir Climat d'Auvergne-Rhône-Alpes et Climat de l'Isère.
En 2010, le climat de la commune est de type climat de montagne, selon une étude du Centre national de la recherche scientifique s'appuyant sur une série de données couvrant la période 1971-2000. En 2020, Météo-France publie une typologie des climats de la France métropolitaine dans laquelle la commune est exposée à un climat de montagne ou de marges de montagne et est dans la région climatique Alpes du nord, caractérisée par une pluviométrie annuelle de 1 200 à 1 500 mm, irrégulièrement répartie en été.
Pour la période 1971-2000, la température annuelle moyenne est de 9,1 °C, avec une amplitude thermique annuelle de 16,4 °C. Le cumul annuel moyen de précipitations est de 1 423 mm, avec 10,7 jours de précipitations en janvier et 7,5 jours en juillet. Pour la période 1991-2020, la température moyenne annuelle observée sur la station météorologique de Météo-France la plus proche, « Villard-de-Lans », sur la commune de Villard-de-Lans à 7 km à vol d'oiseau, est de 8,0 °C et le cumul annuel moyen de précipitations est de 1 270,0 mm,. Pour l'avenir, les paramètres climatiques de la commune estimés pour 2050 selon différents scénarios d'émission de gaz à effet de serre sont consultables sur un site dédié publié par Météo-France en novembre 2022.

#### Tableaux des températures minimales et maximales sur trois années

##### 2013
| Mois                              | jan. | fév. | mars | avril | mai  | juin | jui. | août | sep. | oct. | nov. | déc. |
| --------------------------------- | ---- | ---- | ---- | ----- | ---- | ---- | ---- | ---- | ---- | ---- | ---- | ---- |
| Température minimale moyenne (°C) | −1,4 | −1,2 | 2,7  | 6,4   | 8,5  | 12,7 | 16,3 | 14,9 | 12   | 10,2 | 3    | −1,7 |
| Température maximale moyenne (°C) | 5,4  | 5,3  | 12,1 | 17,7  | 18,4 | 25   | 29,6 | 27,8 | 23,6 | 19,5 | 9,1  | 9,1  |

##### 2015
| Mois                              | jan. | fév. | mars | avril | mai  | juin | jui. | août | sep. | oct. | nov. | déc. |
| --------------------------------- | ---- | ---- | ---- | ----- | ---- | ---- | ---- | ---- | ---- | ---- | ---- | ---- |
| Température minimale moyenne (°C) | −0,3 | −0,3 | 3,6  | 6,6   | 10,8 | 14,6 | 17,3 | 15,9 | 10,9 | 7,5  | 2,1  | −1,1 |
| Température maximale moyenne (°C) | 8    | 6,8  | 14,6 | 20    | 22,3 | 28   | 31,6 | 28,3 | 22,6 | 16   | 13,9 | 10,7 |

##### 2017
| Mois                              | jan. | fév. | mars | avril | mai  | juin | jui. | août | sep. | oct. | nov. | déc. |
| --------------------------------- | ---- | ---- | ---- | ----- | ---- | ---- | ---- | ---- | ---- | ---- | ---- | ---- |
| Température minimale moyenne (°C) | −5,8 | 1,2  | 4,6  | 4,9   | 10,3 | 15,8 | 15,9 | 15,4 | 9,5  | 6,2  | 1,6  | −1,2 |
| Température maximale moyenne (°C) | 2,7  | 13,6 | 17,5 | 19,1  | 23,6 | 29,2 | 28,8 | 28,6 | 21,7 | 20,5 | 10,2 | 5,1  |

### Hydrographie

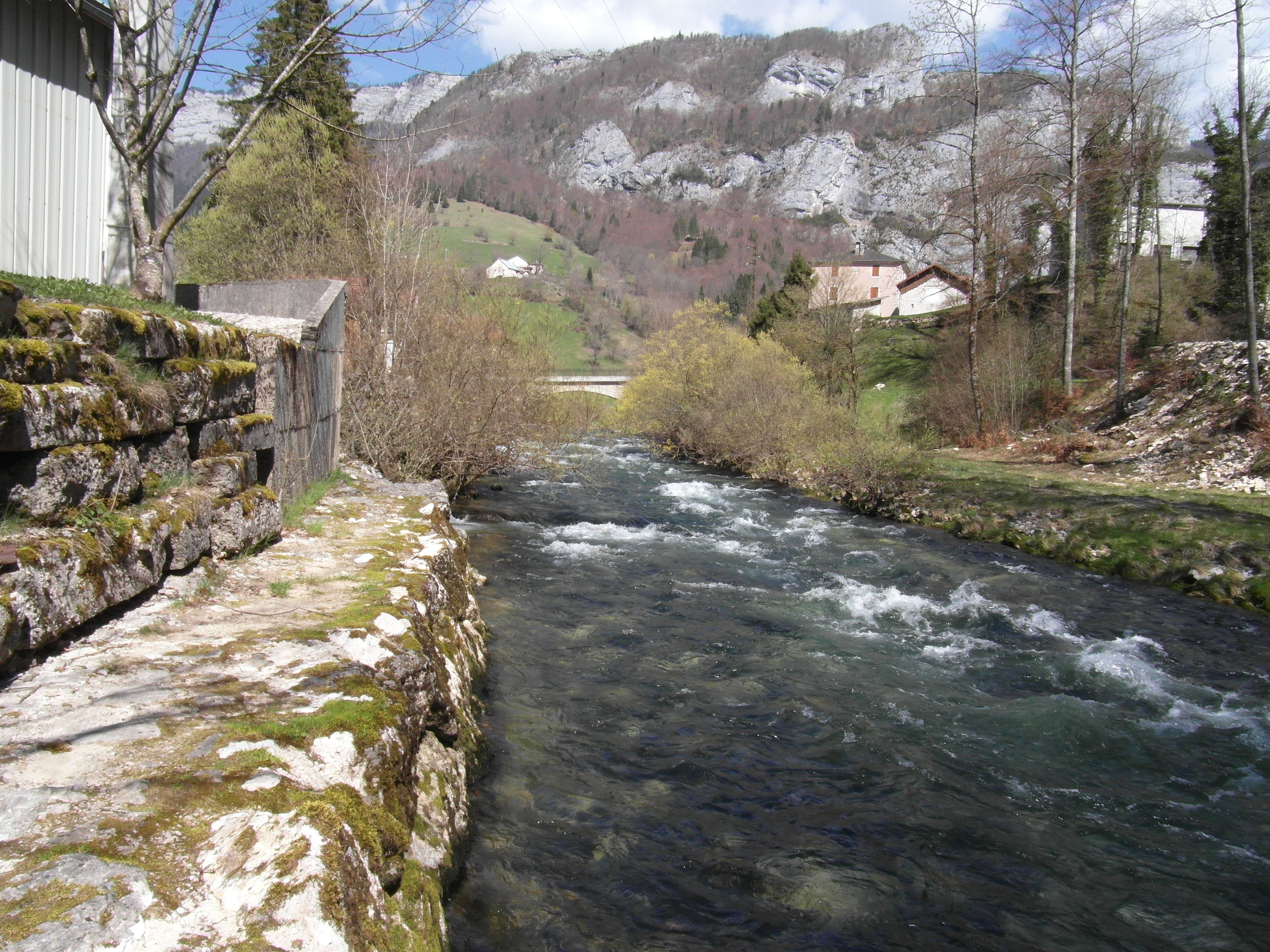
La Bourne à La Balme de Rencurel.

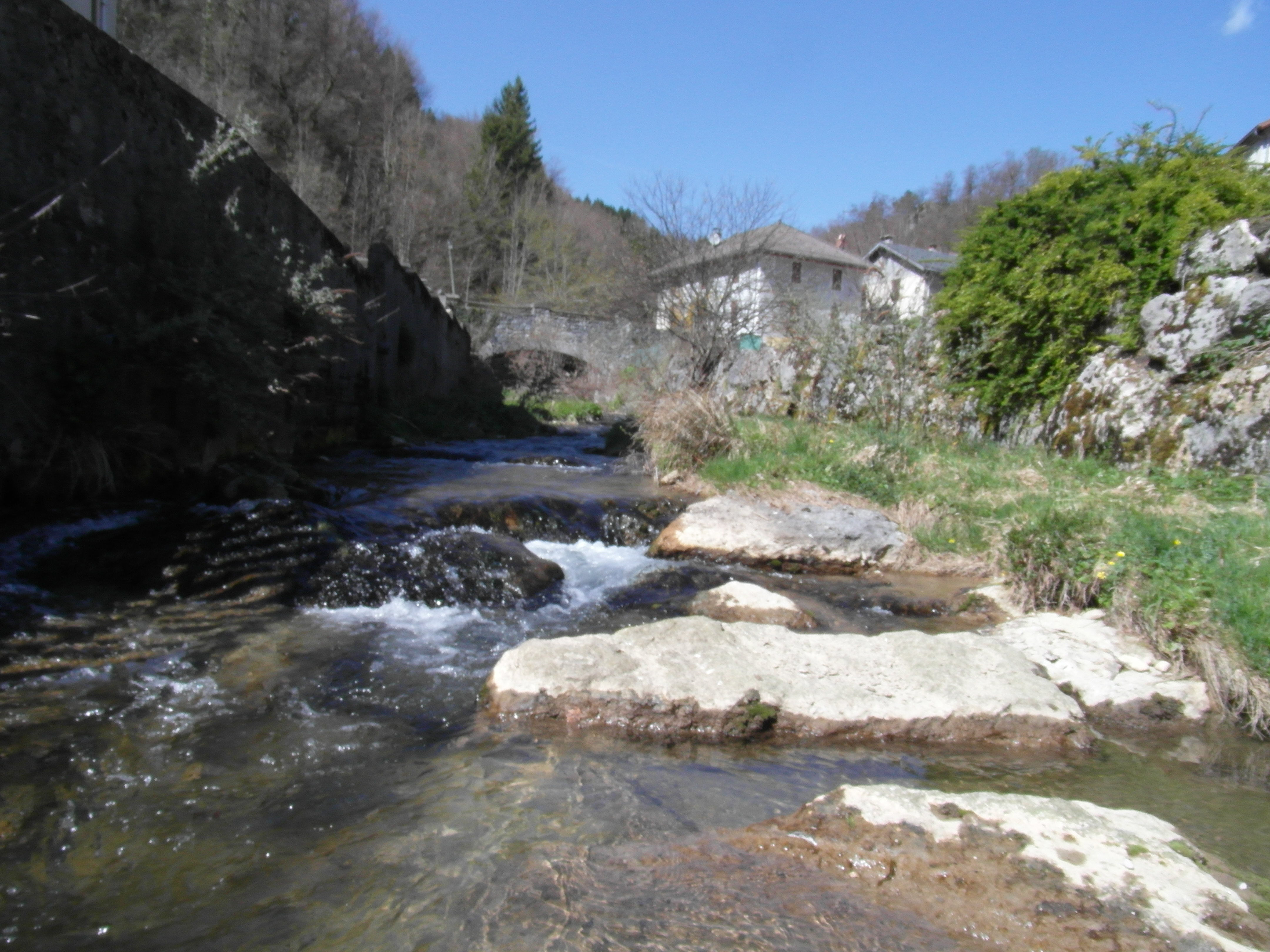
La Doulouche à la Balme de Rencurel

La commune est traversée par quelques cours d'eau.
- La Bourne, affluent de l'Isère, présente une longueur de 43,1 km[14]. Elle prend sa source sur le territoire de la commune de Lans-en-Vercors au lieu-dit « les Jailleux » et marque la frontière intercommunale entre Rencurel et Saint-Julien-en-Vercors, au niveau du hameau de la Balme-de-Rencurel.
- Le torrent de la Doulouche d'une longueur de 6,5 km prend sa source au niveau du col de Romeyère sur le territoire de Rencurel, pour suivre un axe nord-sud en direction de la vallée de la Bourne dont elle est un affluent[15].
- Le torrent de la Drevenne, d'une longueur de 9,3 km[16], la rivière, qui se présente sous la forme d'un torrent au débit fluctuent selon les saisons, prend sa source au col de Romeyère. Ce torrent creuse de profondes gorges dénommées canyon des Écouges, après être passée au pied de l'ancienne Chartreuse des Écouges.
- Le ruisseau de la Roche Rousse, torrent d'une longueur de 1,2 km[17] qui rejoint la Drevenne à la limite septentrionale de la commune.
- Le Bouveyron, tout petit torrent, est un affluent de la Drevenne qu'il rejoint sur les pentes mêmes du col de Roméyère à quelques centaines de mètres de sa source.

### Voies routières

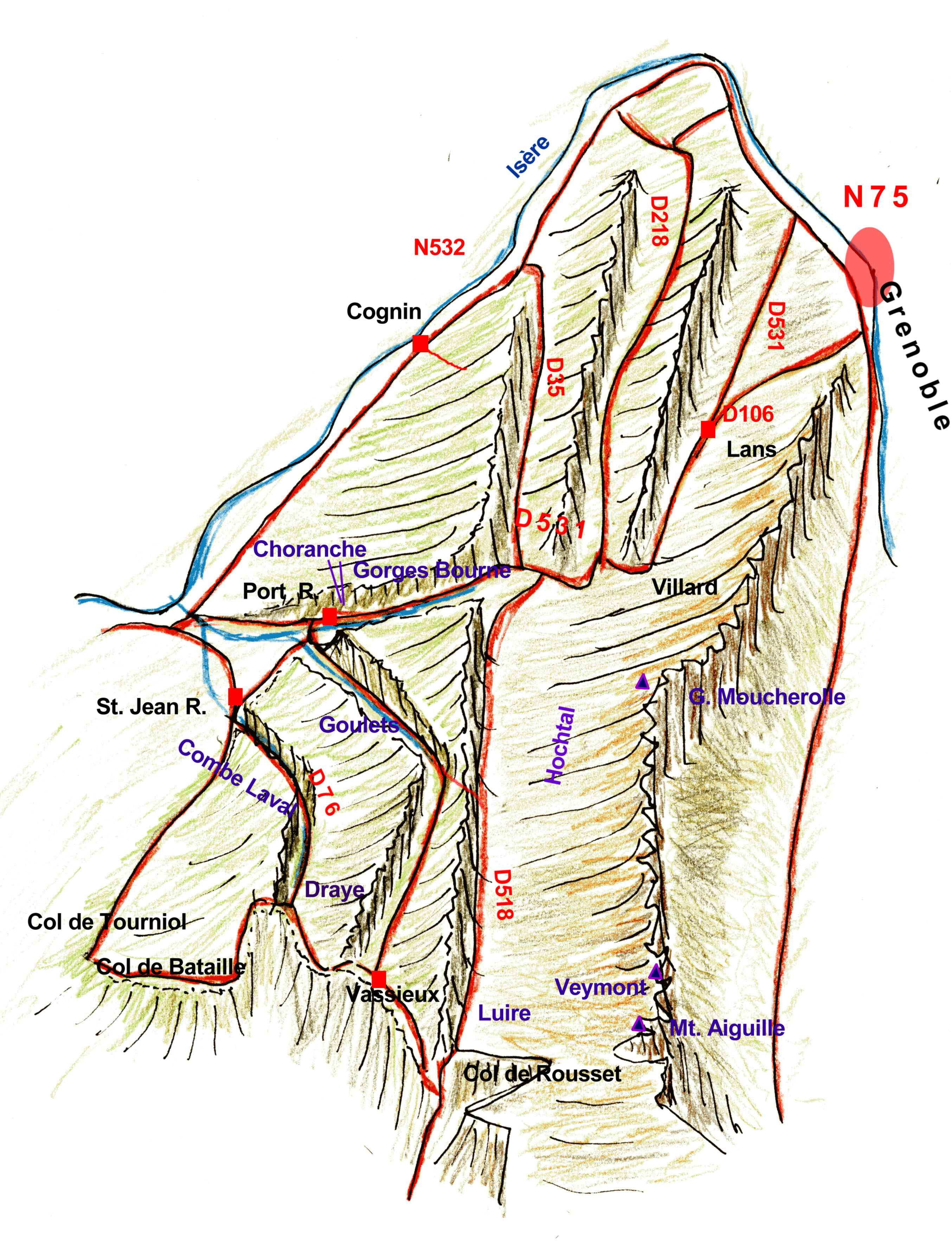
Principales routes du massif du Vercors.

#### Les routes départementales
Le territoire de la commune est traversé par deux routes départementales.
La route départementale 531, ancienne route nationale 531, déclassée en 1972, débute non loin du centre-ville de Sassenage, au rond-Point de la place Jean-Prévost, depuis la route départementale 1532 et se termine à Saint-Just-de-Claix, dans le hameau de Clairivaux, au carrefour de cette même RD 1532. Cette route permet de relier la commune avec Villard-de-lans, la localité la plus importante de cette partie du Vercors.
La route départementale 35 (RD 35) traverse le bourg central, selon un axe nord-sud, reliant celui-ci avec la route départementale 531 au niveau du hameau de la Balme de Rencurel et reliant toujours ce même bourg au nord avec la commune de Saint-Gervais, en passant par le site de la Chartreuse des Écouges.

### Modes de transport

#### Transport routier
Il n'y a pas de ligne régulière d'autocars desservant la commune de Rencurel, cependant un transport scolaire est assuré par le conseil départemental de l'Isère.

#### Transport ferroviaire
Les gares ferrovaires les plus proches sont la gare de Grenoble, la Gare de Saint-Hilaire - Saint-Nazaire et la gare de Saint-Marcellin (Isère) de la ligne de Valence à Moirans, desservies par les trains TER Auvergne-Rhône-Alpes, en provenance de Valence-Ville et à destination de Grenoble et de Chambéry-Challes-les-Eaux.

#### Transport à la demande
Par décision du conseil municipal de Rencurel le TAD a été supprimé en 2018.

## Urbanisme

### Typologie
Au 1er janvier 2024, Rencurel est catégorisée commune rurale à habitat très dispersé, selon la nouvelle grille communale de densité à sept niveaux définie par l'Insee en 2022.
Elle est située hors unité urbaine et hors attraction des villes,.

### Occupation des sols
L'occupation des sols de la commune, telle qu'elle ressort de la base de données européenne d’occupation biophysique des sols Corine Land Cover (CLC), est marquée par l'importance des forêts et milieux semi-naturels (80,8 % en 2018), une proportion identique à celle de 1990 (80,8 %). La répartition détaillée en 2018 est la suivante : 
forêts (77,5 %), prairies (18,2 %), milieux à végétation arbustive et/ou herbacée (1,7 %), espaces ouverts, sans ou avec peu de végétation (1,6 %), zones urbanisées (1,1 %). L'évolution de l’occupation des sols de la commune et de ses infrastructures peut être observée sur les différentes représentations cartographiques du territoire : la carte de Cassini (XVIIIe siècle), la carte d'état-major (1820-1866) et les cartes ou photos aériennes de l'IGN pour la période actuelle (1950 à aujourd'hui).

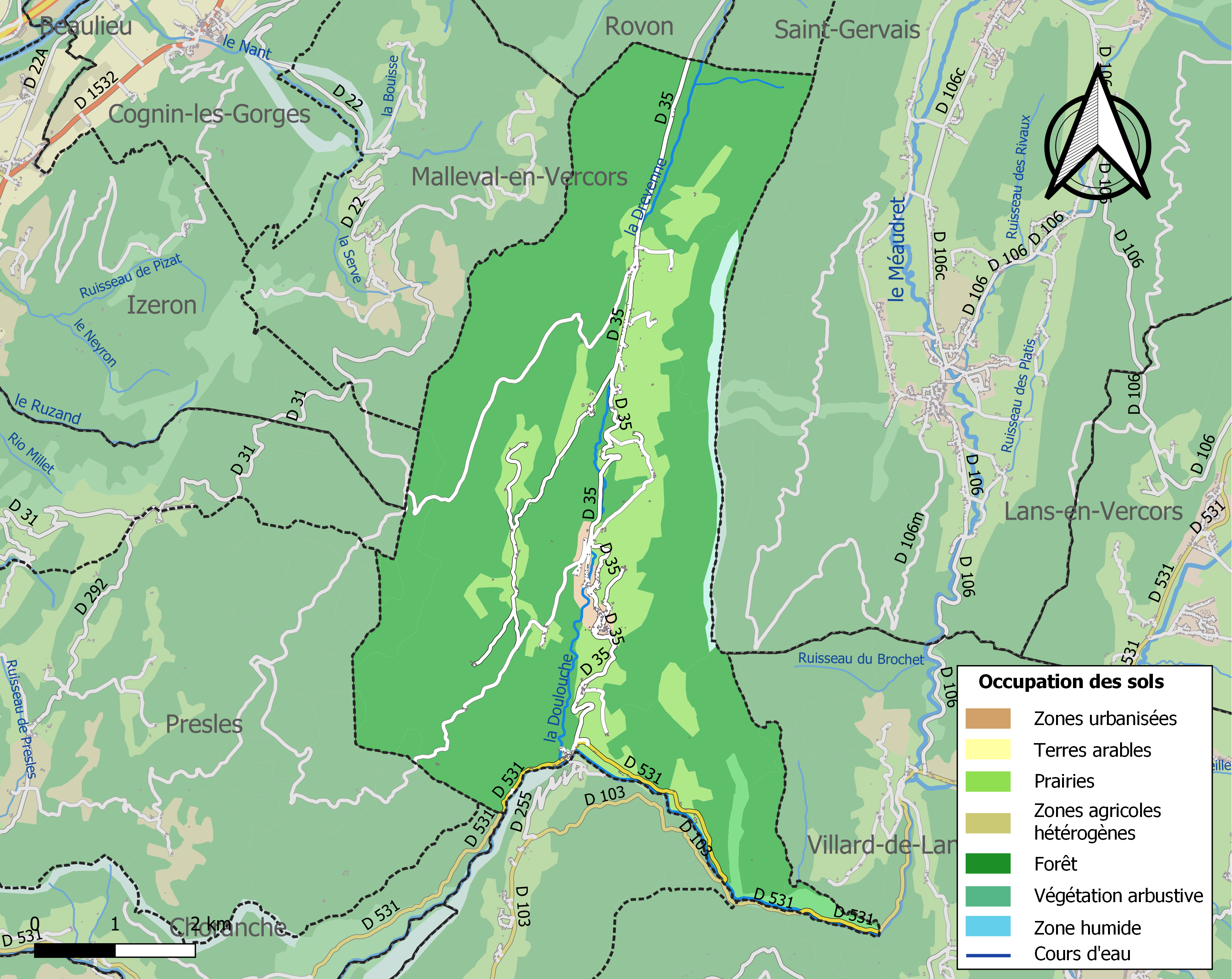
Carte des infrastructures et de l'occupation des sols de la commune en 2018 (CLC).

### Morphologie urbaine
Le chef-lieu communal s'étend sur un replat dominant la vallée de la Doulouche. Il est traversé par la route départementale 35. La commune comprend un grand nombre de hameaux de tailles variées, le plus important d'entre eux étant la Balme de Rencurel, situé le long de la route départementale 531 qui relie Villard-de-Lans à la plaine de Valence.

### Hameaux, lieux-dits et écarts de la commune
Voici, ci-dessous, la liste la plus complète possible des divers hameaux, quartiers et lieux-dits résidentiels urbains comme ruraux, ainsi que les écarts qui composent le territoire de la commune de Rencurel, présentés selon les références toponymiques fournies par le site géoportail de l'Institut géographique national.
| - Touron (ancienne grange) - Col de Romeyère (station) - Pot Jacquin - Siffania - Ravat - la Font - Prélong - les Rittons - la Rochette - Brude - les Reppelins - le Château - Moras | - les Près - les Pourrois - le Mas - le Servet - le Violon - les Combes - la Côte - Menthe - les Rimets - le Pinet - le Balard (grotte) - la Lauze - Feuilletière | - la Grand'Font - les Glénats - le Bachat - les Rieux - Cordet - Pra l'Étang - les Ailes - le Chargeoir - les Antis - la Barbière - la Balme de Rencurel - Basse Valette - le Moulin |

### Logements
En 2013, selon l'INSEE, le nombre total de logements dans la commune était de 285, alors qu'il était de 281 en 2008, un nombre en croissance constante depuis les trois dernières décennies.
Parmi ces logements, 48,3 % étaient des résidences principales (138 logements), 45,1 % des résidences secondaires (129 logements) et 6,6 % des logements vacants (19 logements). Ces logements étaient pour 78,1 % d'entre eux des maisons individuelles et pour 20,5 % des appartements.

### Risques naturels et technologiques

#### Risques sismiques
La totalité du territoire de la commune de Rencurel est situé en zone de sismicité n°4 (sur une échelle de 1 à 5), comme la plupart des communes de son secteur géographique.
| Type de zone | Niveau            | Définitions (bâtiment à risque normal) |
| ------------ | ----------------- | -------------------------------------- |
| Zone 4       | Sismicité moyenne | accélération = 1,6 m/s2                |

#### Autres risques naturels
Selon une carte publiée par les services de l'État (R111.3), certaines portions du territoire peuvent faire face à des risques naturels identifiés tels que des inondations (en amont du secteur de la Balme), des crues torrentielles (secteur immédiat de la Doulouche), des glissements et des effondrements de terrain (partie orientale de la vallée), des avalanches et des éboulements (à proximité des roches de Méaudre et des rochers de Gonson).

## Toponymie
Dénommée Rancurelo au XIe siècle, le village de Rencurel doit son nom à sa position « reculée » à l'écart des grandes routes.

## Histoire

### Préhistoire et Antiquité
Durant l'antiquité, un peuple  gaulois, très certainement d'origine celtique ou celto-ligure, les vertacomicorii (ou vertamocores), dépendant du peuple des voconces, s'installe dans les secteurs les plus accessibles du massif du Vercors.
C'est en se référant au nom de ce peuple que les géographes modernes (dont Raoul Blanchard) attribueront, plus tard, le nom de Vercors à l'ensemble de la région montagneuse qui entoure Villard-de-Lans et son canton, alors que ce nom était, à l'origine, limité au secteur drômois de La Chapelle-en-Vercors et de Saint-Agnan-en-Vercors

### Moyen Âge et Renaissance

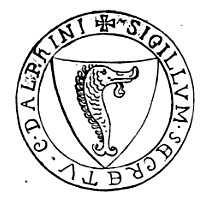
Sceau de Guigues VII de Viennois

Un acte notarié datant du 11 juin 1237, indique qu'Arnaldus (Arnaud), seigneur de Rencurel met sous la protection et suzeraineté du Dauphin du Viennois Guigues VII, alors enfant, « son château ainsi que tout son mandatement, y compris la Balme des Arnaud », le Dauphin lui accordant, en retour, son aide et sa protection.

### Temps modernes
Au XVIIe siècle la paroisse de Rencurel était une des sept paroisses (aujourd'hui sept communes) qui composaient le marquisat de Pont-en-Royans.
Au XVIIIe siècle, le secteur de la vallée de la Doulouche et les forêts environnantes restent toujours très difficiles d'accès et, selon la revue des eaux forêts dans son édition de juillet 1935, seuls « quelques rares et très mauvais chemins de montagne extrêmement rocheux et pentueux permettent aux habitants de Rencurel et de hameaux environnants de rejoindre les autres vallées... ».

### Époque contemporaine

#### LeXIXesiècle
La route qui mène de Pont-en-Royans à Villard-de-Lans, plus connue sous l'appellation de toute des Gorges de la Bourne est ouverte à la circulation des charrettes et des véhicules hippomobiles en 1872 après onze ans de travaux. Cette voie permet de désenclaver la commune de Rencurel car celle-ci passe en contrebas du bourg, au site du hameau de la Balme.

#### LeXXesiècle
La Seconde Guerre mondiale
Durant la Seconde Guerre mondiale et plus particulièrement durant l'occupation allemande, le Maquis du Vercors fut une importante base de la Résistance française réfugiée dans le massif du Vercors, considéré comme une véritable forteresse naturelle. Rencurel, situé au cœur du massif et entouré de forêts devient une des places fortes du mouvement Franc-Tireurs. 
La présence d'Eugène Chavant (dit Clément), résistant français et futur Compagnon de la Libération, chef civil du maquis du Vercors sera attesté à Rencurel le surlendemain du débarquement du 6 juin 1944, alors qu'il tente encore de temporiser les troupes de résistants qui veulent en découdre avec l'occupant

Drapeau de la République du Vercors en 1944.

Le 9 juin 1944, à la suite des instructions données par le lieutenant-colonel Marcel Descour, la  troisième compagnie du maquis du Vercors dite « compagnie Abel », avec à sa tête le capitaine Fernand Crouau, officier de réserve, et professeur au collège technique de Romans, prend position avec environ quatre cents volontaires à la Balme-de-Rencurel et participe aux opérations du Vercors. Cette compagnie a pour mission effective la défense de la vallée de la Bourne, depuis Pont-en-Royans jusqu’aux ponts de la Goule Noire et de Valchevrière, donc la quasi-totalité du territoire de Rencurel. Après une violente attaques des troupes allemandes composées de 1200 à 2000 soldats entraînés, survenue le 15 juin 1944 dans le secteur des gorges, l'officier décide de donner l'ordre de repli de ses troupes lesquelles partent s'installer dans les hauteurs du massif.
Le 21 juillet de cette même année une nouvelle attaque contre les troupes du maquis du Vercors est lancée par l'armée allemande avec un renfort de plusieurs milliers d'hommes. Après de violents combats sur les lignes de crêtes, autour de Rencurel et des communes environnantes, le capitaine Crouau donne l'ordre à sa compagnie de gagner la forêt des Coulmes qui domine le territoire communal. Le pont de la Goule Noire et le pont de Valchevrière, ainsi que les deux tunnels situés sur la route de La Balme-de-Rencurel sont dynamités pour stopper l'avance des troupes de la Wehrmacht. Le 25 juillet 1944, des hommes la compagnie Abel dynamite, cette fois-ci, le pont enjambant la Bourne à Pont-en-Royans, puis se replient sur le secteur de Presles. À la fin du mois de juillet, il ne reste plus que soixante-dix hommes, tous cachés dans la forêt des Coulmes, afin d'échapper aux ratissages méthodiques mis en place par l'armée allemande. Les résistants attendent dès lors, le départ des soldats de ce secteur de la vallée qui débute autour du 5 août.
Le 15 août 1944, les troupes alliées débarquent en Provence, changeant ainsi sensiblement le rapport de force. Les maquisards, encore en place dans le secteur, se réorganisent dès lors et, en appui avec d'autres réseaux, multiplient les embuscades contre les troupes allemandes, celles-ci engageant définitivement leur retraite vers Grenoble et le nord des Alpes à compter du 18 août 1944.
Le capitaine Crouau participera ensuite aux combats de la libération de la ville de Romans-sur-Isère le 22 août 1944.

#### LeXXIesiècle
Des accidents tragiques ont endeuillé le site des gorges de la Bourne à deux reprises en ce début de XXIe siècle :
 
le 2 novembre 2007, un premier éboulement de pierres entre la Balme de Rencurel et Choranche entraîne la mort de deux personnes, et le 31 janvier 2004, un second éboulement de pierres entre La Balme de Rencurel et Choranche entraîne, là encore, la mort de deux personnes.

## Politique et administration

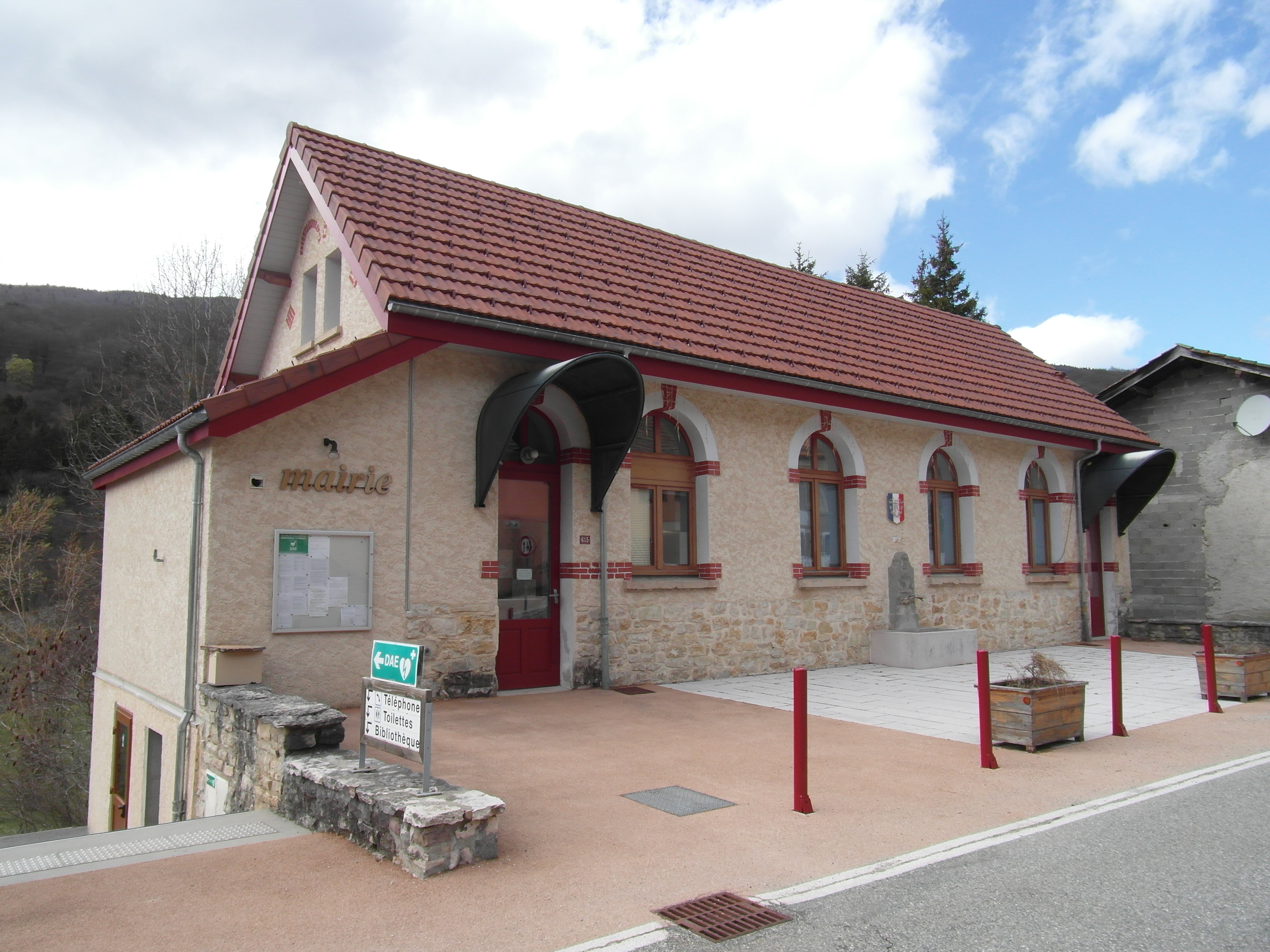
Mairie de Rencurel

### Administration municipale
Le conseil municipal de Rencurel est composé d'un maire, de trois adjoints au maire et de sept autres membres conseillers municipaux. Les derniers comptes-rendus des conseils municipaux sont consultables sur le site de la mairie de Rencurel.

### Tendances politiques et résultats

#### Élections présidentielles
Voici, ci-dessous, le résultat des élections présidentielles de 2017, sur l'ensemble des bureaux de vote de la commune de Rencurel, comparés aux résultats nationaux, pour les cinq principaux candidats
| Candidat           | 1er tour | 1er tour | 2e tour  | 2e tour  |
| Candidat           | Rencurel | National | Rencurel | National |
| ------------------ | -------- | -------- | -------- | -------- |
| Emmanuel Macron    | 26,64 %  | 24,01 %  | 77 %     | 66,10 %  |
| François Fillon    | 15,98 %  | 20,01 %  |          |          |
| Jean-Luc Mélenchon | 22,13 %  | 19,58 %  |          |          |
| Marine Le Pen      | 13,52 %  | 21,30 %  | 23 %     | 33,90 %  |
| Benoît Hamon       | 12,3 %   | 6,36 %   |          |          |
| Votants            | 85,12 %  | 77,77 %  | 80,97 %  | 74,56 %  |

### Liste des maires
| Période                                  | Période       | Identité          | Étiquette | Qualité                    |
| ---------------------------------------- | ------------- | ----------------- | --------- | -------------------------- |
| Les données manquantes sont à compléter. |               |                   |           |                            |
| mars 2008                                | décembre 2015 | Didier Lattard    |           | ingénieur                  |
| janvier 2016                             | 2020          | Michel Eymard     |           | Retraité de l'enseignement |
| 2020                                     | En cours      | Jessica Locatelli |           |                            |

### Fiscalité communale
Les taux communaux des impôts locaux, indiqués ci-dessous ont été calculés sur l'année 2015 :
Taxe d'habitation
- taux communal : 11,34 %
- taux intercommunal : 8,97 %

Taxe foncière sur le « bâti »
- taux communal : 15,02 %
- taux intercommunal : 6,58 %
- taux départemental : 15,90 %

Taxe foncière sur le « non bâti »
- taux communal : 42,79 %
- taux intercommunal :13,66 %

Au niveau des impôts sur le revenu, 34,2 % des foyers fiscaux étaient imposables en 2015, soit un chiffre très inférieur à la moyenne nationale qui s'élevait à 61 %, cette même année

### Jumelage
Selon l'annuaire publié par l'AFCCRE et le conseil des communes et régions d'Europe, consulté en août 2019 la commune de Rencurel n'est jumelée avec aucune autre commune européenne.

## Population et société

### Démographie
Les habitants de la commune se dénomment les rencurelois(e)s.
L'évolution du nombre d'habitants est connue à travers les recensements de la population effectués dans la commune depuis 1793. Pour les communes de moins de 10 000 habitants, une enquête de recensement portant sur toute la population est réalisée tous les cinq ans, les populations de référence des années intermédiaires étant quant à elles estimées par interpolation ou extrapolation. Pour la commune, le premier recensement exhaustif entrant dans le cadre du nouveau dispositif a été réalisé en 2007.

En 2022, la commune comptait 349 habitants, en évolution de +11,5 % par rapport à 2016 (Isère : +3,07 %, France hors Mayotte : +2,11 %).
| 1793 | 1800 | 1806 | 1821 | 1831 | 1836 | 1841 | 1846 | 1851 |
| ---- | ---- | ---- | ---- | ---- | ---- | ---- | ---- | ---- |
| 803  | 783  | 826  | 790  | 896  | 920  | 935  | 921  | 929  |

| 1856 | 1861 | 1866 | 1872 | 1876 | 1881 | 1886 | 1891 | 1896 |
| ---- | ---- | ---- | ---- | ---- | ---- | ---- | ---- | ---- |
| 859  | 911  | 944  | 865  | 895  | 862  | 820  | 730  | 688  |

| 1901 | 1906 | 1911 | 1921 | 1926 | 1931 | 1936 | 1946 | 1954 |
| ---- | ---- | ---- | ---- | ---- | ---- | ---- | ---- | ---- |
| 654  | 655  | 614  | 515  | 504  | 497  | 498  | 490  | 438  |

| 1962 | 1968 | 1975 | 1982 | 1990 | 1999 | 2006 | 2007 | 2012 |
| ---- | ---- | ---- | ---- | ---- | ---- | ---- | ---- | ---- |
| 405  | 365  | 310  | 292  | 270  | 298  | 310  | 310  | 301  |

| 2017 | 2022 | - | - | - | - | - | - | - |
| ---- | ---- | - | - | - | - | - | - | - |
| 322  | 349  | - | - | - | - | - | - | - |

### Enseignement
Rattachée à l'académie de Grenoble, la commune est héberge deux établissements scolaires publics sur son territoire :
- L'école de La Balme (à la Balme de Rencurel)

L'effectif de cette école pour l'année scolaire 2017/2018 est de douze élèves pour les deux sections.
- L'école du village (au bourg)

L'effectif de cette école pour l'année scolaire 2017/2018 est de treize élèves pour une section unique.
Des services périscolaires (restauration scolaire et accueil hors des horaires scolaires) sont organisés par la commune

### Équipement sanitaire
Le centre hospitalier public le plus proche de la commune est le centre hospitalier universitaire Grenoble-Alpes. Une maison médicale comprenant plusieurs cabinets médicaux est situé à Villard-de-Lans. Les maisons de retraite médicalisées les plus proches de Rencurel sont situées à Villard-de-Lans, Pont-en-Royans et Saint-Sauveur.

### Équipements et clubs sportifs

#### Station de ski
La commune héberge sur son territoire une modeste station de ski, situé au col de Romeyère, au cœur de la Forêt des Coulmes et dont elle a pris le nom. la station des "Coulmes" permet les activités suivantes :
- Ski alpin,
- Ski de fond,
- Raquettes,
- Luge.

#### Record de tyrolienne
La plus longue tyrolienne du monde « sur corde » a été lancée par le Spéléo Secours Français en août 2008. La portée de l'ouvrage est de 1 096 mètres. Cette tyrolienne fut baptisée « tyrolienne Pierre-Rias » (TPR) en hommage au spéléologue Pierre Rias, cofondateur du SSF, décédé peu de temps auparavant, en juin 2008

### Équipements et manifestations culturelles

#### La Bibliothèque municipale
Située dans le bâtiment de la mairie, la bibliothèque municipale fait partie du réseau des bibliothèques du canton du Sud Grésivaudan qui permet l'échange de documents entre toutes les bibliothèques de ce canton. cette structure accompagne les activités périscolaires des enfants de la commune.

### Médias
- Presse locale

Un petit périodique de huit pages imprimé en noir et blanc dénommé L'air du temps est le bulletin bimensuel édité et distribué par la mairie. Il est disponible à l'hôtel de ville de la commune. Celui-ci présente les informations locales, principalement à caractère associatif et les décisions du conseil municipal.
- Presse régionale

Le quotidien régional historique des Alpes, distribué dans la commune, est Le Dauphiné libéré. Celui-ci consacre, chaque jour, y compris le dimanche, dans son édition locale, un ou plusieurs articles à l'actualité du canton, ainsi que des informations sur les éventuelles manifestations locales, les travaux routiers, et autres événements divers à caractère local au niveau de la commune de Rencurel.
La commune est située sur l'aire de diffusion de radio Ici Isère, une radio publique qui émet sur tout le territoire du département de l'Isère.

### Cultes

#### Culte catholique
La communauté catholique de la commune et son église (propriété de la commune) sont rattachées à la  « Paroisse La Croix de Valchevrière », en hommage à l'ancien hameau de Villard-de-Lans, témoin des combats de la Seconde Guerre mondiale qui épargnèrent la petite chapelle locale. Cette paroisse a été créée en l'an 2000 par le diocèse de Grenoble-Vienne dont elle dépend. Ce secteur géographique de la vie religieuse catholique couvre l'ensemble sept communes en plus de celle de Rencurel.

#### Culte bouddhiste
Un centre d’études tibétaines dénommé « Karma Migyur Ling », lieu d’étude et de pratique du bouddhisme, est situé sur les contreforts du Massif du Vercors entre les communes de Rencurel et d'Izeron. Un site consacré à cette activité religieuse est visitable sur internet.

## Économie

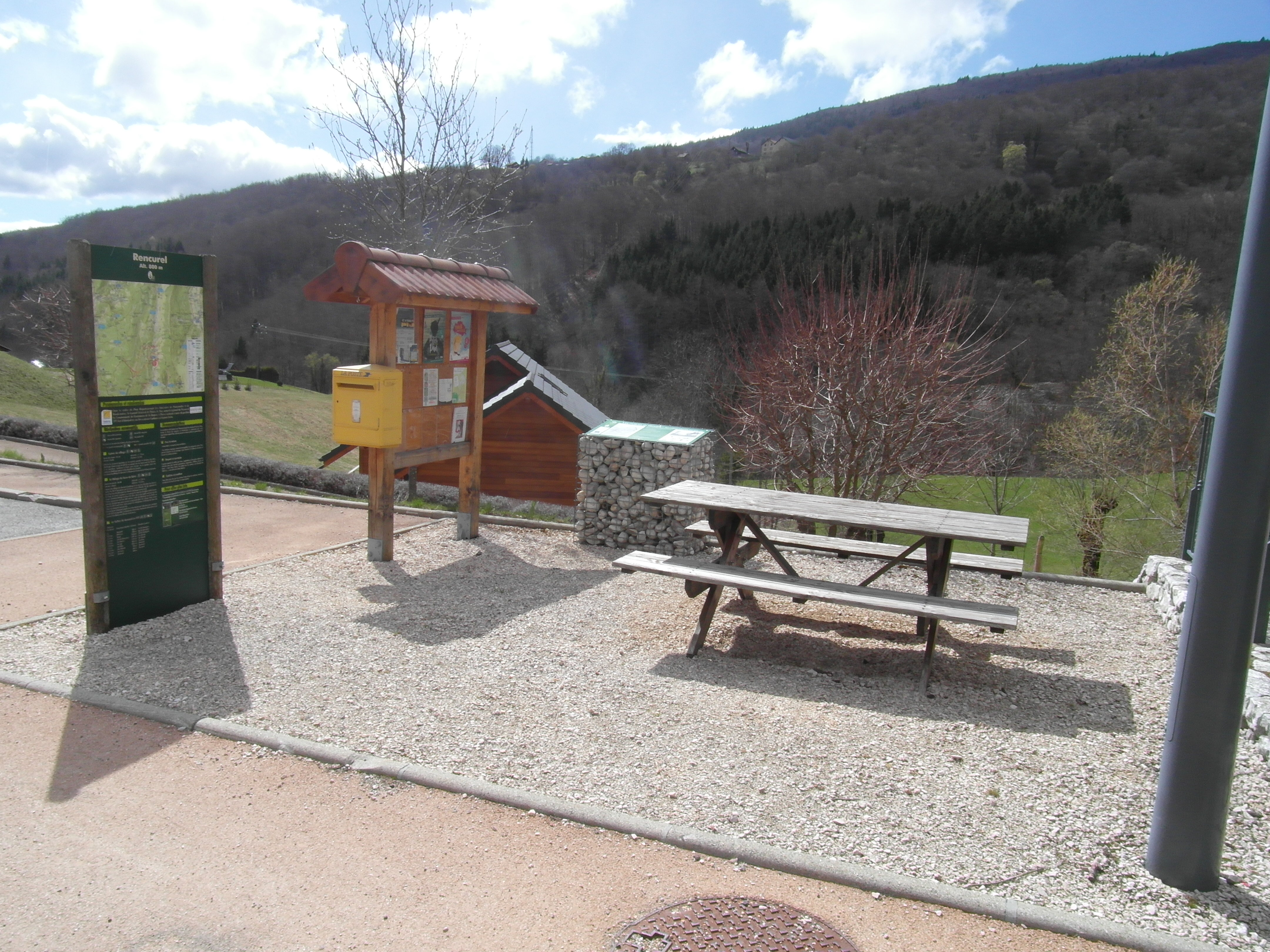
Table de pique-nique pour les randonneurs près de la mairie

### Secteur industriel et commercial
Le barrage de La Balme de Rencurel situé sur la Bourne, mis en place en 1912 est d'une hauteur de 22 mètres, celui-ci permet une retenue d'eau d'un volume de  soixante milliers de m³. Celui-ci, géré par EDF a bénéficié de travaux d'entretien et de curage en 2014.
La commune de Rencurel n'héberge aucun commerce de grande distribution sur son territoire.

### Secteur agricole
Rencurel est un village dont l'activité est essentiellement agricole (culture, élevage et exploitation forestière).

### Tourisme

#### Hébergement touristique
La commune héberge plusieurs structures d'hébergement, dont un premier hôtel dans le village, situé à la sortie du bourg, un second hôtel, situé au col de Romeyère, à proximité des pistes de ski et un troisième, situé au hameau de la Balme ainsi qu'un centre de vacances et un certain nombre de gîtes ruraux et de chambres d'hôtes situés dans les nombreux hameaux de la commune.

## Culture locale et patrimoine

### Monuments civils et religieux

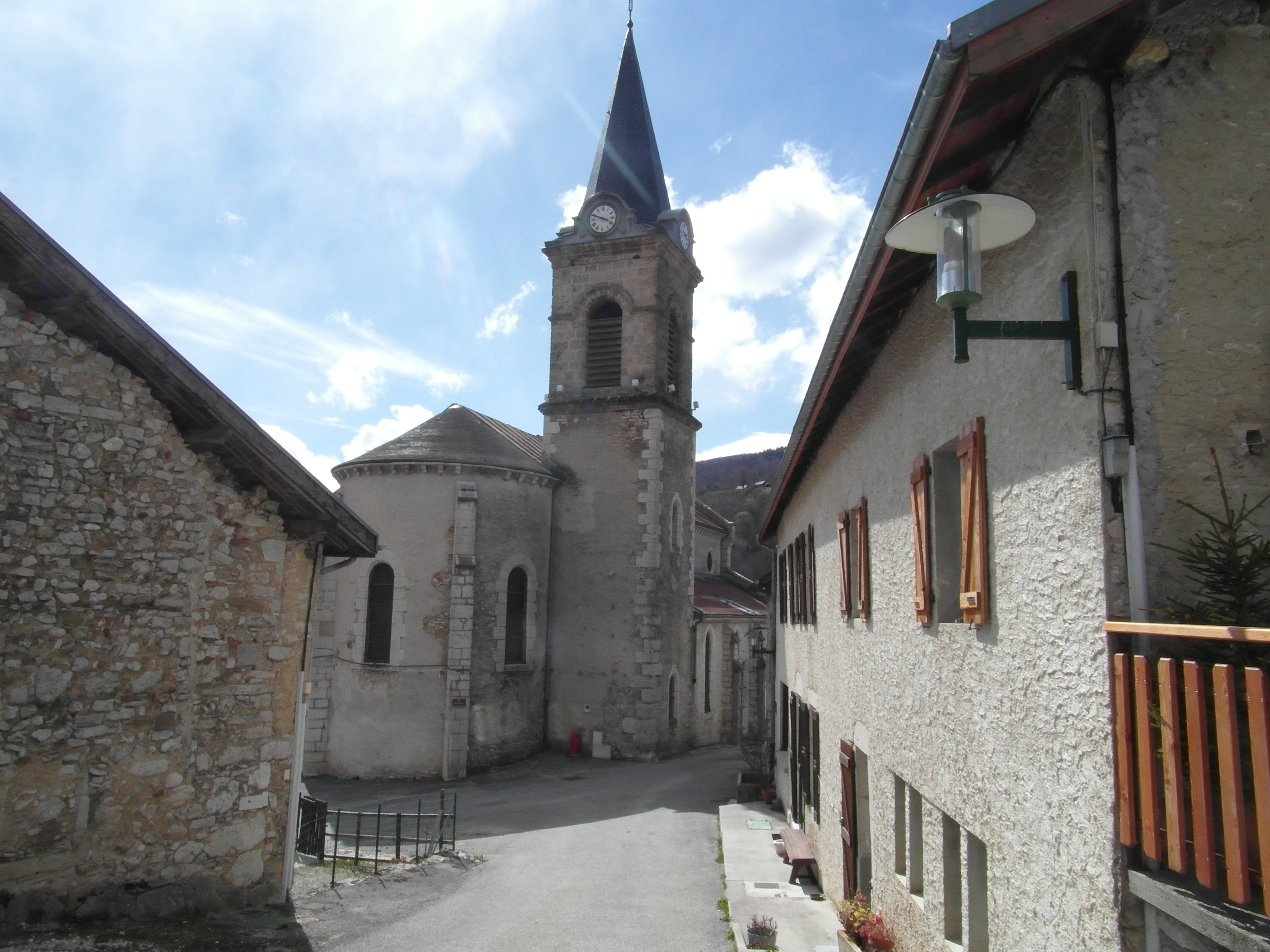
Église Saint-Jean-Baptiste

- L'église Saint-Jean-Baptiste de Rencurel

une première église est attestée dans le bourg au début du XIe siècle. Durant les années 1880, un nouvel édifice religieux est construit, remplaçant l'édifice médiéval. Restaurée en 1936, cette église paroissiale possède un carillon composée de huit cloches, dont deux de tailles plus importantes datant de 1887 et 1894
- La chartreuse des Écouges

bien que situé en dehors du territoire communal, le site des ruines de la Chartreuse des Écouges est plus facilement accessible par la route départementale 35, depuis le col de Romeyère et à quatre kilomètres de celui-ci que par la commune de Saint-Gervais qui héberge l'ancien couvent sur son territoire, mais celle-ci est située en contrebas des falaises, dans la basse vallée de l'Isère, au bout d'une route très difficile d'accès avec un tunnel très étroit.
Le site de la Grange de Touron, situé à proximité du col, sur le territoire de la commune appartenait à la communauté religieuse de cette chartreuse.
- Les cadrans solaires du Cordet

Situés sur la façade d'une ferme traditionnelle du hameau de Cordet, deux cadrans solaires accompagnés d'une fresque représentant un homme armé en costume du XVIIIe siècle, datant de 1761, ont été restaurés en 2006. Ils sont l'œuvre d'un artiste cadranier originaire de Saint-Pierre-de-Chérennes, dénommé Pasqualis, la restauration est l'œuvre conjointe de Bruno Glénat et de Laure Aude.

### Patrimoine naturel
Selon la carte IGN 1235OT et le site géoportail, le territoire communal est entièrement situé dans une zone de basse et de moyenne montagne, entre 650 mètres au débouché de la Bourne et 1 625 mètres à la Roche de Méaudre, sommet partagé avec le territoire de la commune voisine d'Autrans-Méaudre-en-Vercors.

#### Les sites montagnards

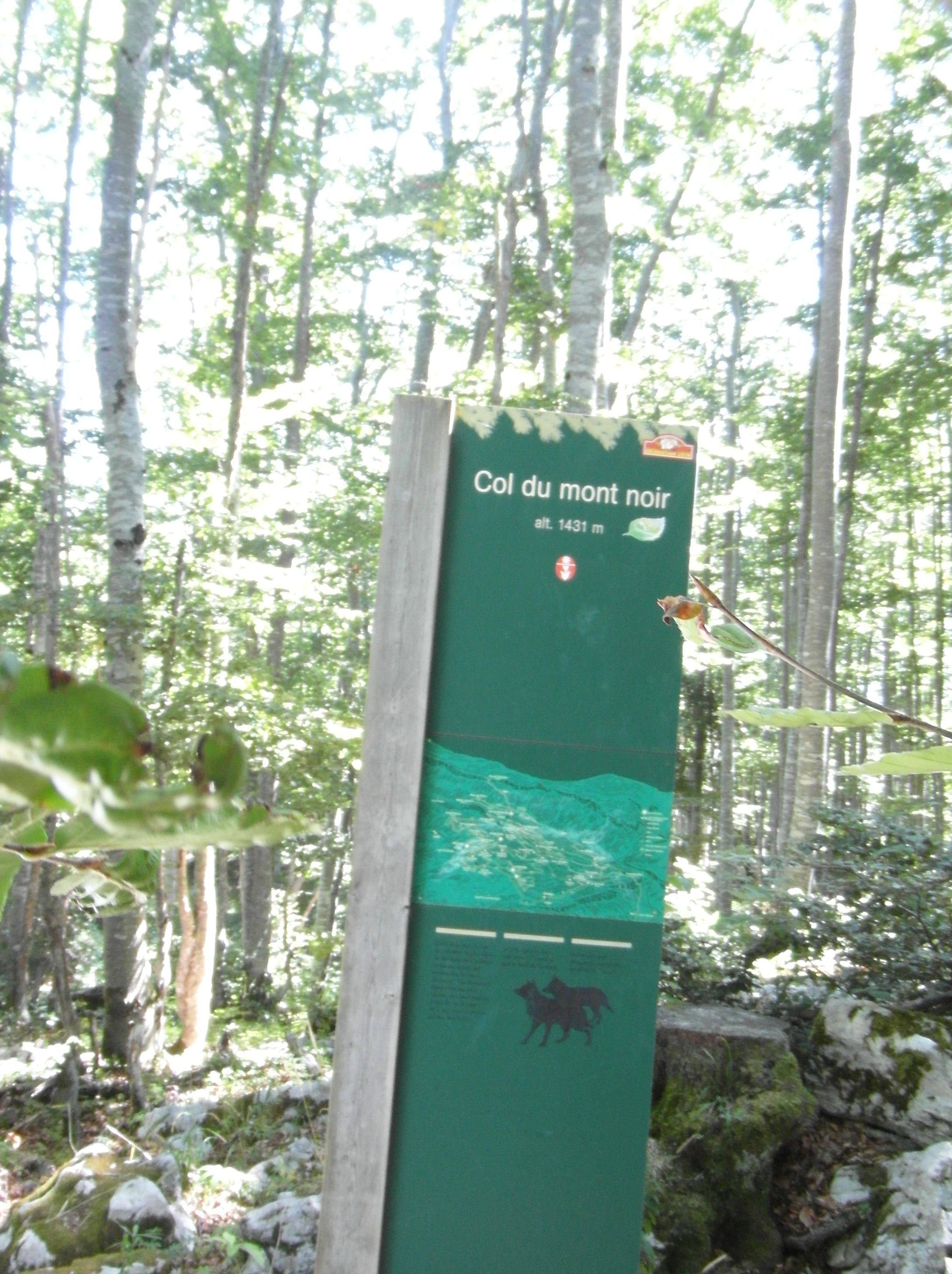
Le col du Mont noir

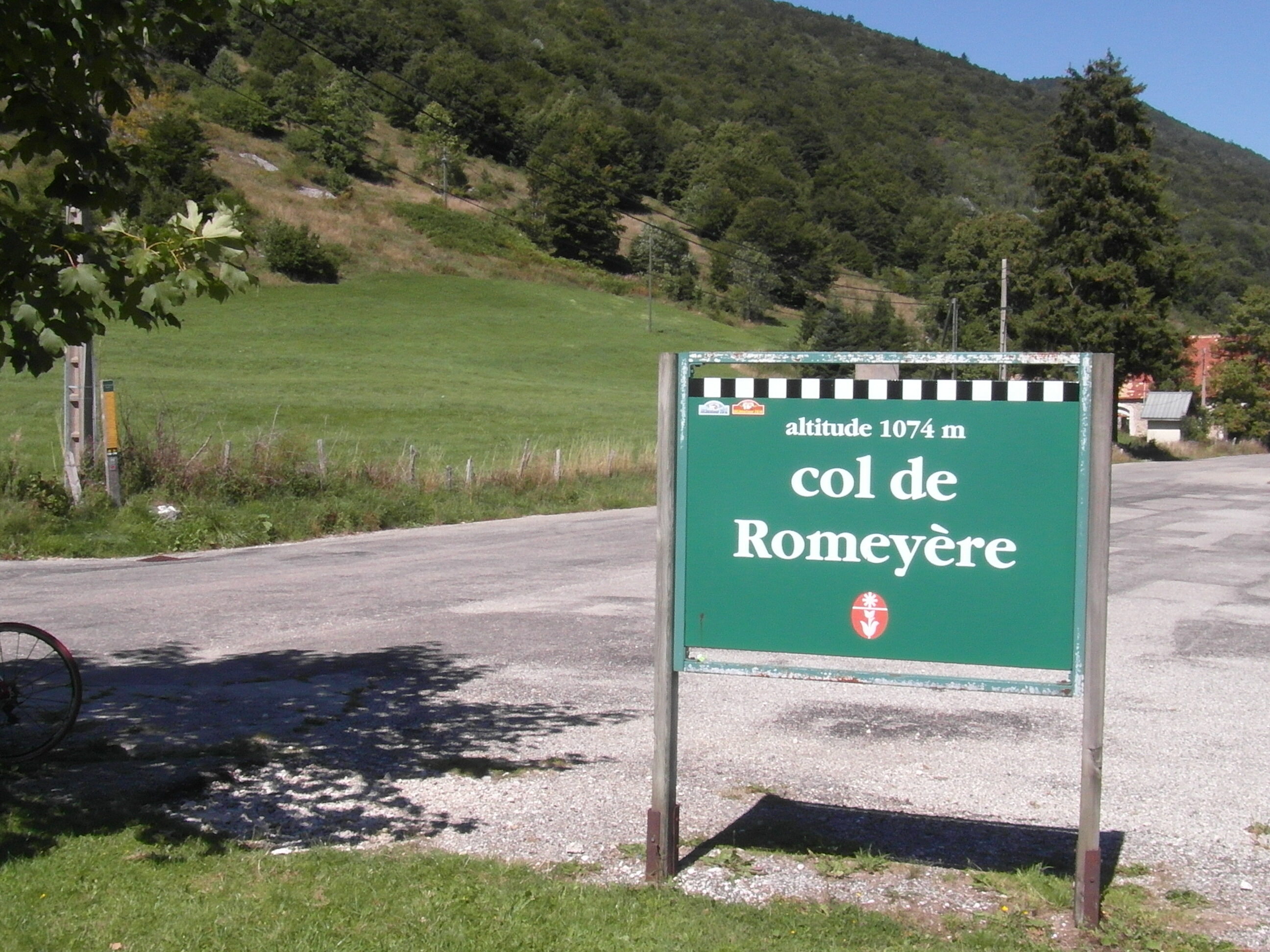
Le col de Romeyère

- Les Rochers de Gonson

Situés sur la bordure orientale du territoire rencurellois face au bourg, les barrières calcaires des rochers de Gonson d'une altitude supérieure à 1 500 mètres sont un site d'escalade pour des pratiquants expérimentés,
- Le col du Mont-Noir

Le col du Mont Noir est un col de moyenne montagne s'élevant à 1 421 mètres d'altitude. Le secteur même de ce passage routier, situé sur le plateau forestier des Coulmes (culminant au Mont Noir à 1 477 mètres d'altitude), sépare le territoire communal de Rencurel, dans sa partie occidentale avec les territoires des communes voisines de Presles, de Saint-Pierre-de-Chérennes, d'Izeron à l'ouest et de Malleval-en-Vercors, situé un peu plus au nord.
L'ascension de ce col est réputée par les cyclo-randonneurs pour être une des plus dures du massif alpin. Ce passage sera d'ailleurs emprunté par les coureurs cycliste du Critérium du Dauphiné 2018, lors de la 5e étape entre Chazey-sur-Ain et Lans-en-Vercors.
- Le col de Romeyère

Le col de Romeyère, situé dans la partie haute de la vallée de la Doulouche est un col de moyenne montagne s'élevant à 1 069 mètres d'altitude qui abrite la petite station de ski de piste de la station des Coulmes
Ce passage a été emprunté par le Tour de France en 1954 et 1959, à l'occasion de départs d'étapes toutes les deux situées à Grenoble.
- Le Val de Rencurel

Ce val, entièrement situé sur le territoire, de la commune correspond à la vallée de la Doulouche depuis sa source jusqu'à sa confluence avec la Bourne.
- Les Gorges de la Bourne

Ces gorges sont un canyon au fond duquel coule la rivière Bourne. Elles sont partagées entre diverses communes, telles que Villard-de-Lans, Rencurel, Saint-Julien-en-Vercors, Choranche, Chatelus et Pont-en-Royans dans le massif du Vercors. La route des gorges a été réalisée entre 1861 et 1872. Pour effectuer des travaux de sécurisation des falaises dominant la route, cette dernière peut être fermée à certaines périodes.
- La vallée des Rimets

Le site géologique de la Vallée fossile des Rimets connue également sous le nom de la « vallée fossile des Rimets » est un site géologique remarquable au lieu-dit des Rimets. En 2014, elle est classée « trois étoiles » à l'« Inventaire du patrimoine géologique ».
- La source de la Drevenne

Ce petit torrent prend sa source à proximité du col de Romeyère (près de la route départementale 35) à 1 064 mètres d'altitude et se dirige ensuite en direction du site de l'ancienne Chartreuse des Écouges puis du canyon des Écouges, hors des limites de la commune.

Quelques vues sur les sites naturels autour de Rencurel
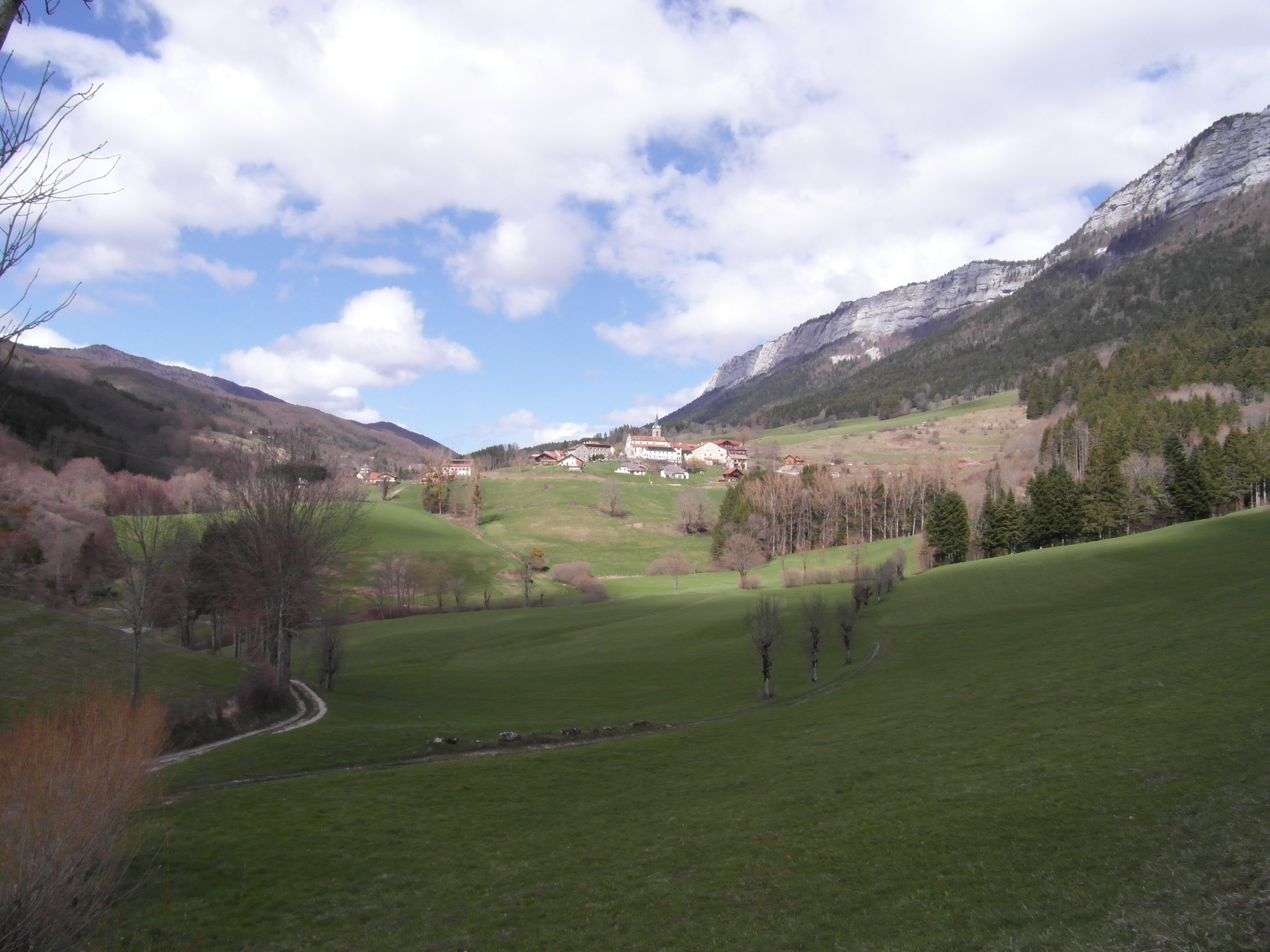
Le val de Rencurel depuis le hameau de Cordet
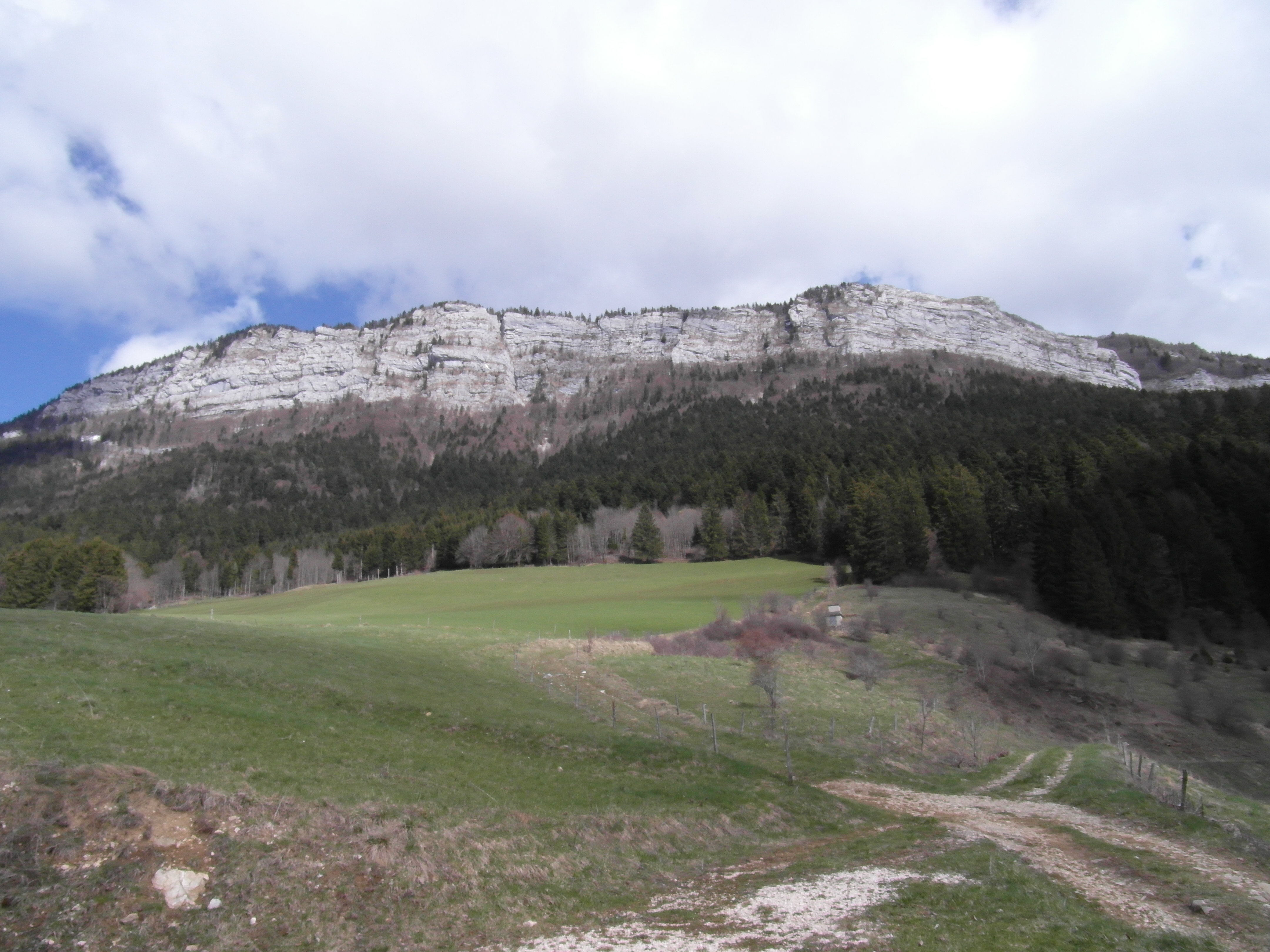
Falaise du Perrelier depuis La Balme
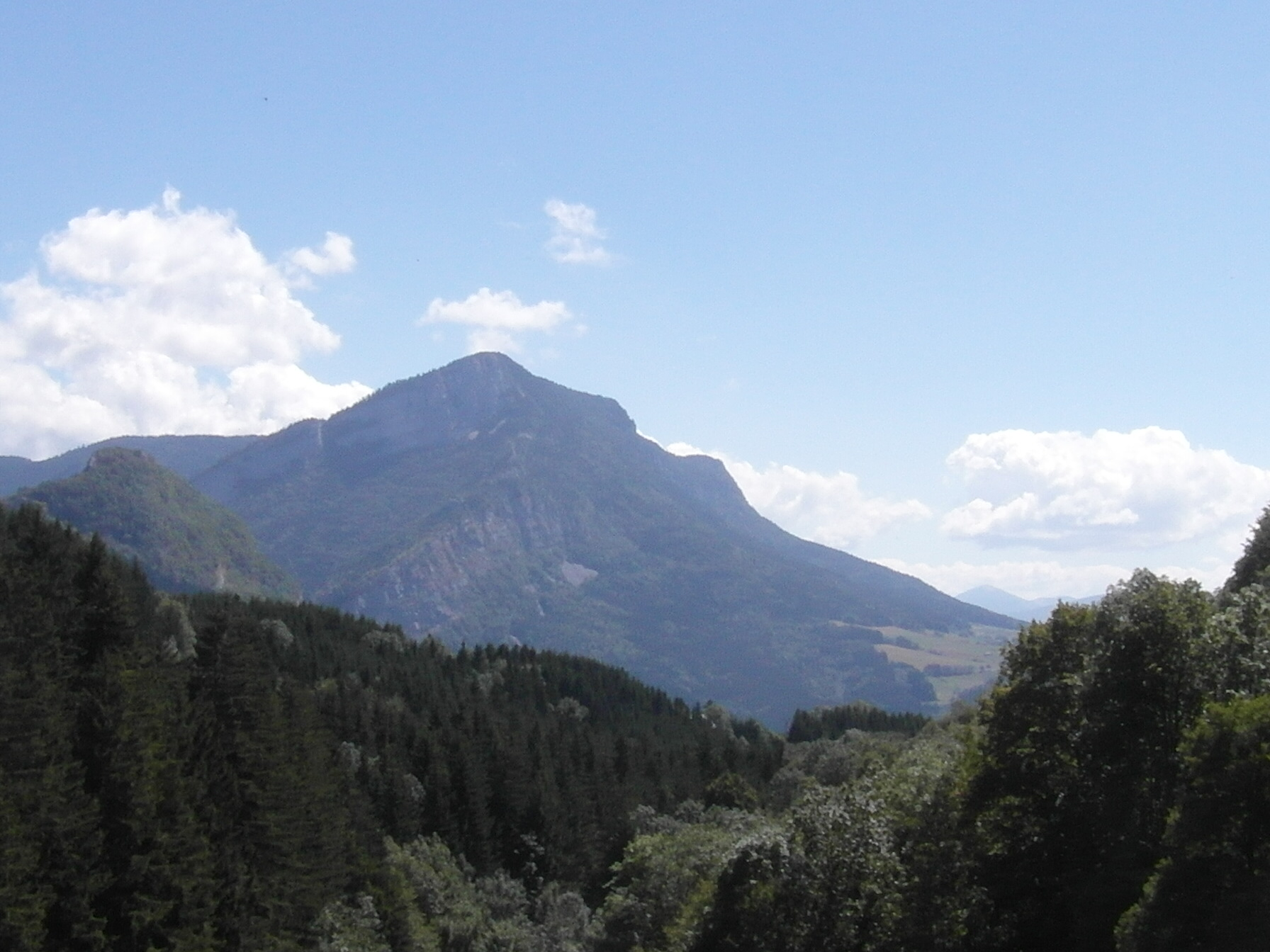
La crête de Chalimont depuis Les Coulmes
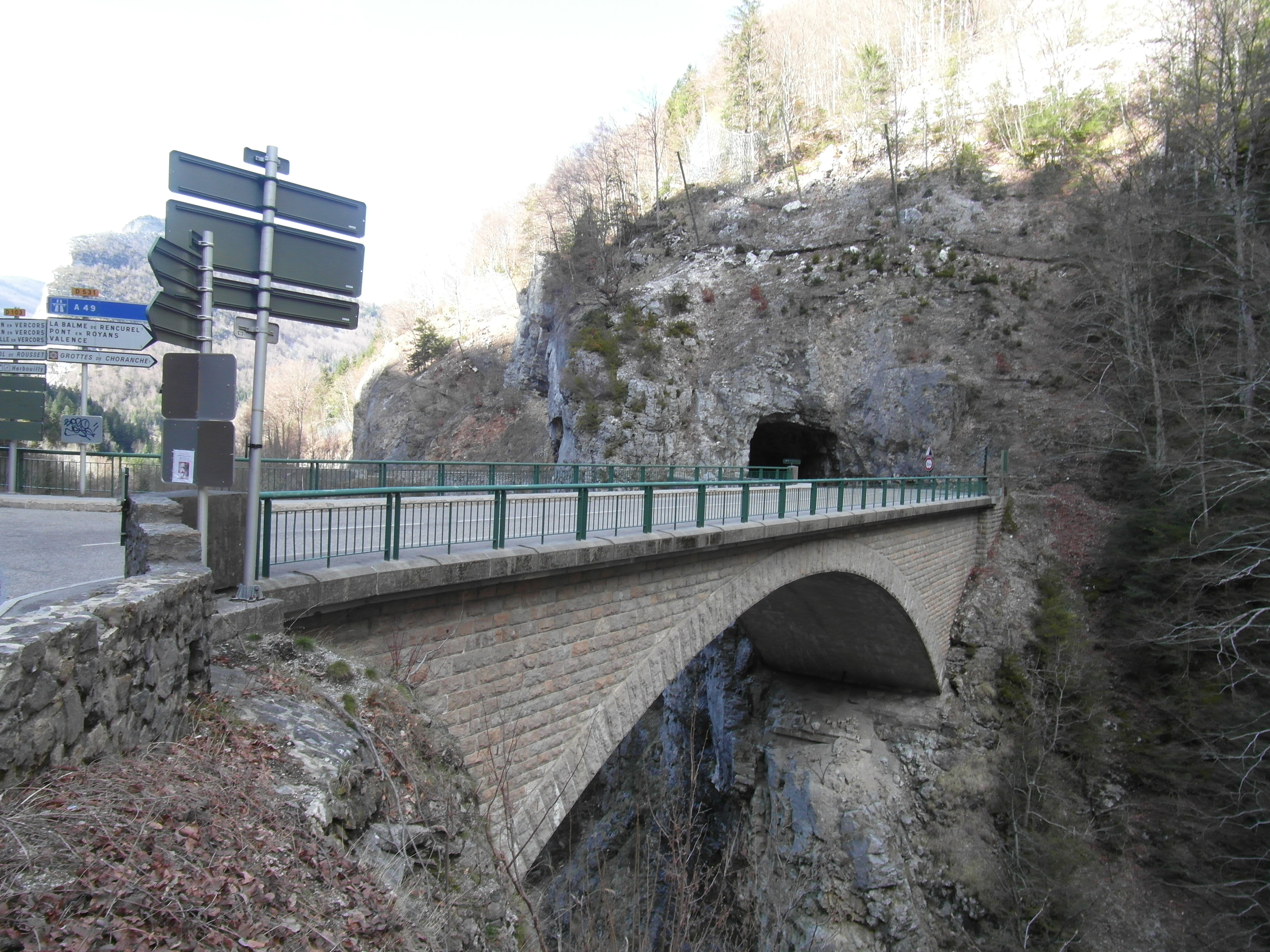
Le pont de la Goule Noire sur la Bourne

#### Les sites spéléologiques
- La grotte Favot

située à 880 mètres d'altitude dans le secteur des Gorges de la Bourne, aux limites orientale du territoire communal, l'entrée de la grotte Favot s'ouvre au pied d'une falaise. Elle a été explorée par Oscar Decombaz accompagné de Flusin en 1897.
- La grotte du Balard
- La grotte de la Balme noire
- La grotte de la Balme Riendre
- La grotte des fromages
- Le scialet du mont Noir
- Le scialet des Trésors

#### Patrimoine floral et forestier
- Le massif forestier des Coulmes

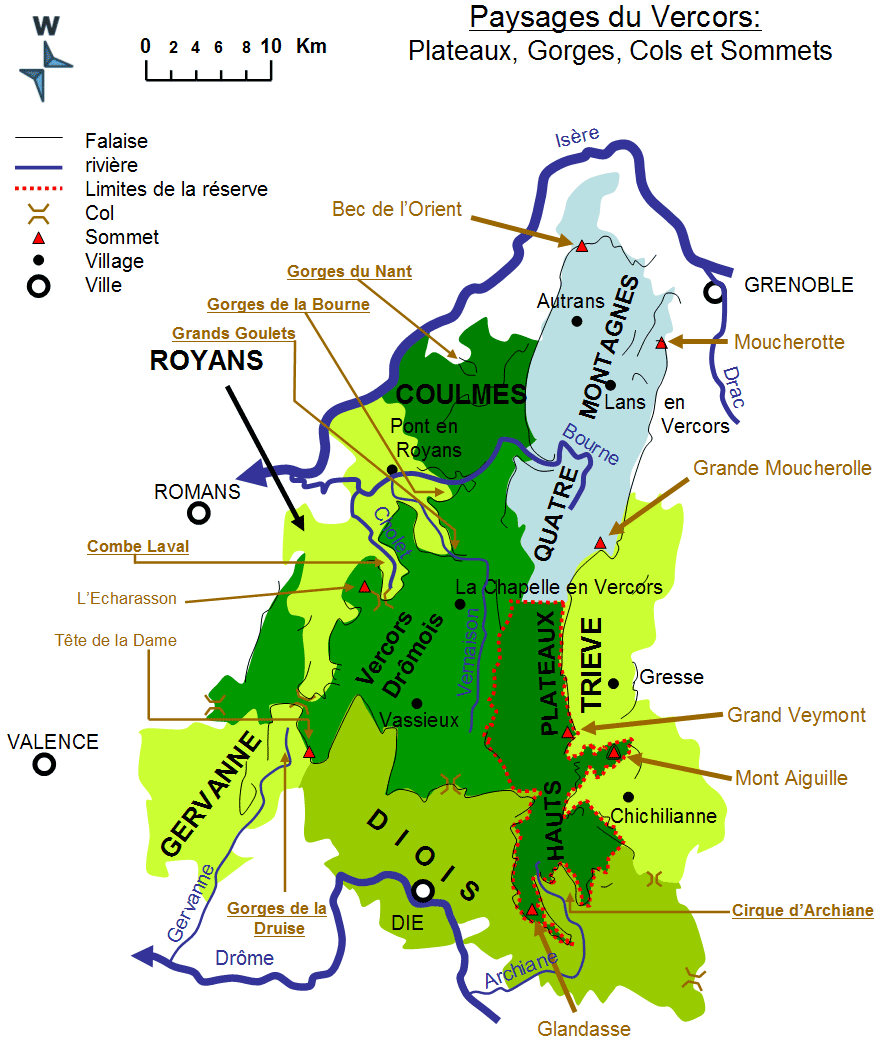
Le secteur des Coulmes se positionne au nord-ouest du massif du Vercors

Situé entre 750 mètres et 1 475 mètres d'altitude, ce massif forestier qui représente une partie de la forêt du Vercors occupe une grande partie du territoire communal, ainsi que celui de certaines communes voisines, telles qu'Izeron, Malleval-en-Vercors et Presles sur une superficie de 1 563 hectares pour sa partie domaniale. Le nom de « Coulmes » (dérivé du terme d'origine latine coulmen signifiant sommet) est délimité à l'ouest par la vallée de la basse Isère dominée par les falaises, au sud par la Bourne, le val de Rencurel à l'est et la combe de Malleval au nord.
La gestion de cette forêt est assurée en grande partie par l'Office National des Forêts, l'objectif poursuivi étant de retrouver la futaie d’origine qui correspond à un mélange de hêtres et résineux, tout en permettant l’accueil du public, en assurant la protection de la biodiversité. La nature calcaire du terrain se concrétise par l'existence d'un important réseau karstique. On peut donc constater l'absence de cours d'eau de surface du fait que les eaux liés à la pluie ou la fonte des neiges s'infiltrent rapidement pour ressortir ensuite au pied des falaises périphériques sous la forme de nombreuses résurgences.

#### Patrimoine faunistique
On peut observer certaines espèces à l'état sauvage à Rencurel:
- des oiseaux, tels que la bergeronnette grise, le bouvreuil pivoine, la buse variable, le circaète Jean-le-Blanc, la gélinotte des bois, de nombreuses espèces de mésanges, le pinson des arbres, le troglodyte mignon
- des mammifères, tels que le renard roux, le blaireau européen, l'écureuil roux, le chevreuil et le chamois.
- des reptiles, tels que le lézard vert et le lézard des murailles.

Quelques animaux de la faune de Rencurel
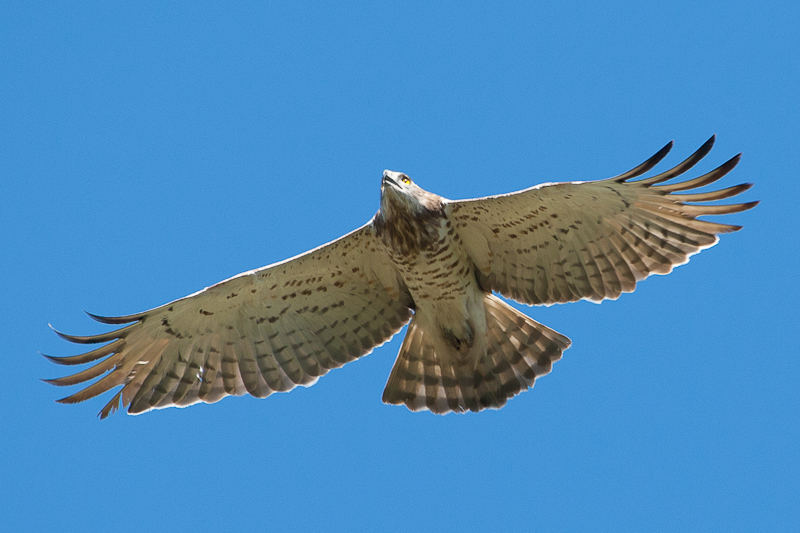
circaète Jean-le-Blanc
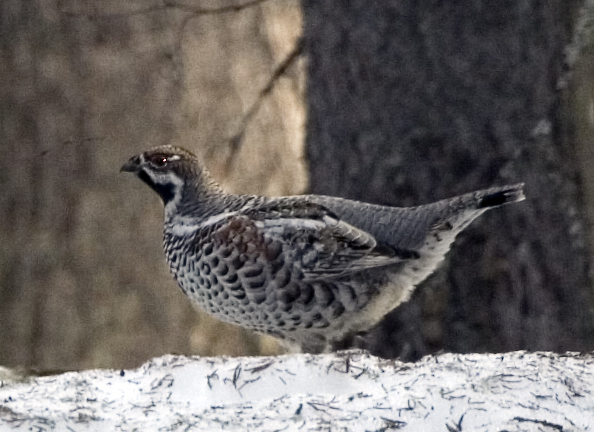
gélinotte des bois
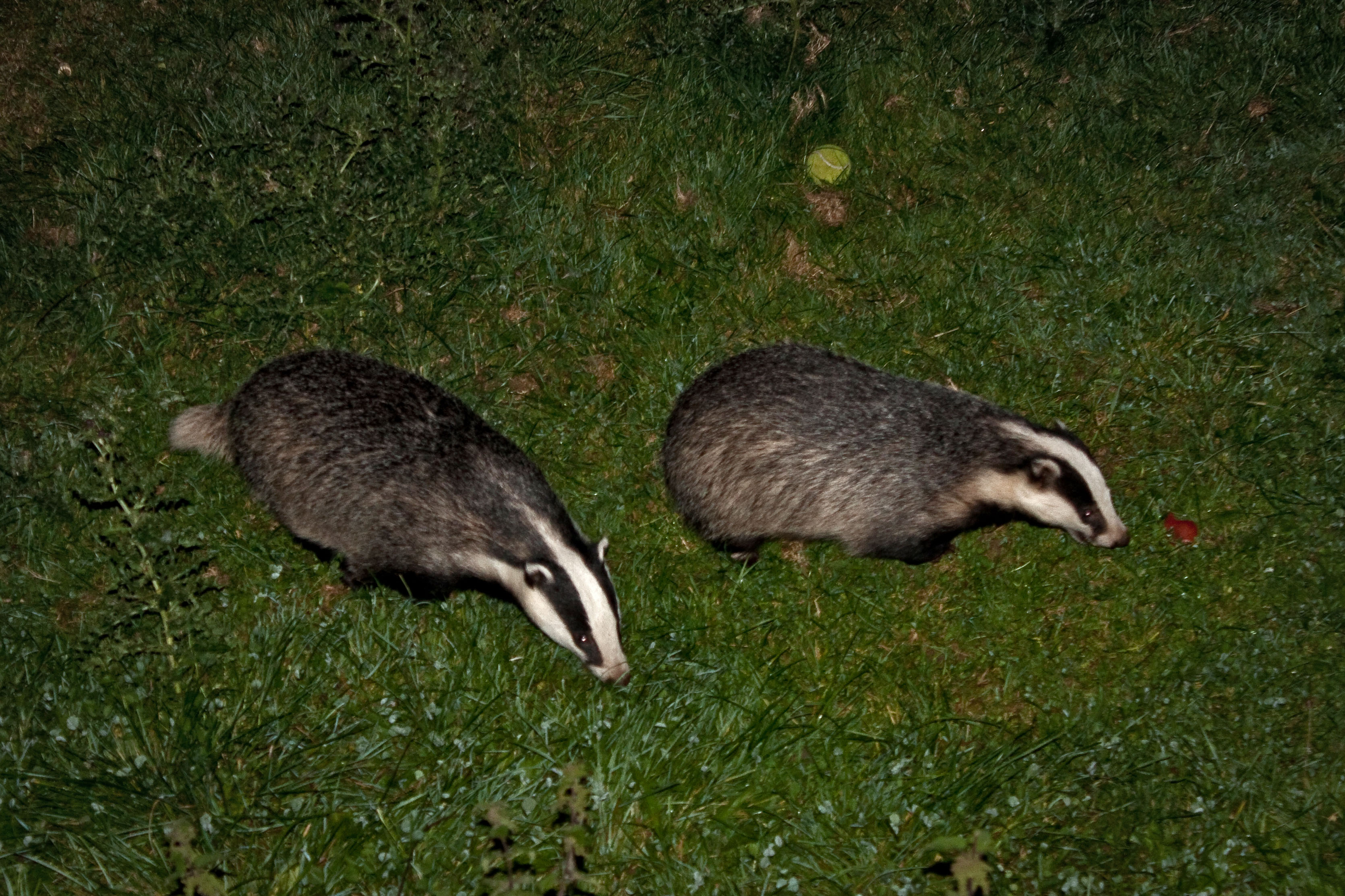
Blaireaux
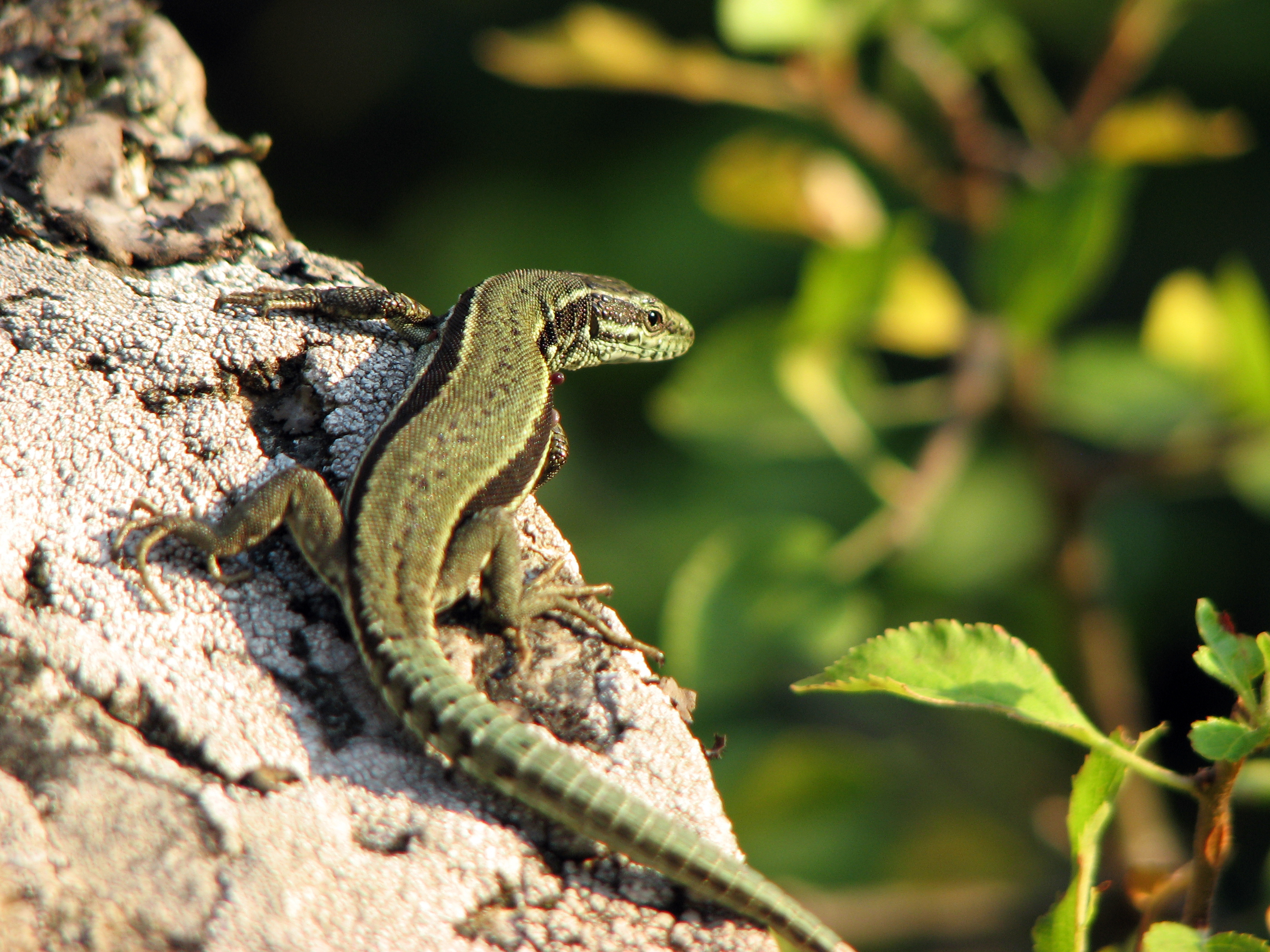
Lézard des murailles

### Langue et traditions locales

#### Langue locale

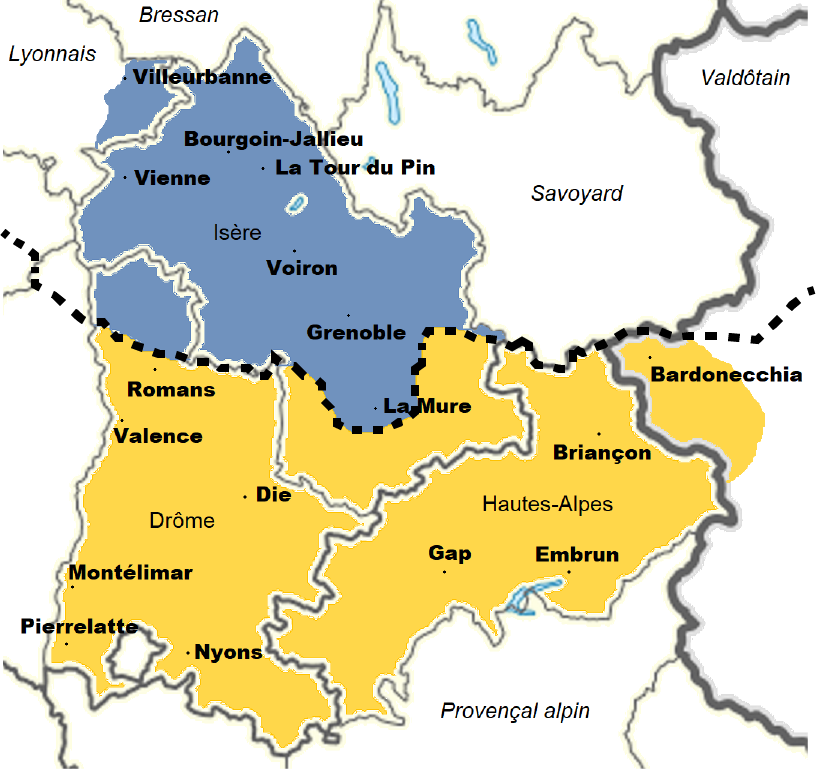
Carte linguistique du Dauphiné : Le dauphinois est un dialecte arpitan parlé dans le nord du Dauphiné. La moitié sud du Dauphiné est quant à elle du domaine linguistique de l'occitan et de son dialecte local, le vivaro-alpin.

Le territoire de la commune se situe dans la partie septentrionale du Verors, mais également au nord de la vallée de la Bourne et donc à l'extrême limite sud de la zone des patois dauphinois, lesquels appartiennent au domaine des langues dites francoprovençales ou arpitanes au même titre que les patois  savoyards, vaudois, Valdôtains, bressans et foréziens. (voir carte).
Historiquement, l'idée du terme francoprovençal, attribué à cette langue régionale parlée dans le quart centre-est de la France, différent du français, dit langue d'oil et de l'occitan, dit langue d'oc, est l'œuvre du linguiste et patriote italien Graziadio Isaia Ascoli en 1873 qui en a identifié les caractéristiques. 
Une brochure de 78 pages, intitulée « Devoir de mémoire sur le patois de la région de Rencurel en Vercors » a été écrit par Louis Glénat et ayant comme thème le patois de Rencurel, celle-ci étant consultable à la bibliothèque de Grenoble.
- Quelques mots de patois rencurelois (Coulmes et vallée de la Bourne)[76]

| terme de patois | signification                 |
| --------------- | ----------------------------- |
| bacha           | bassin / récipient            |
| barjaquer       | parler à tort et à travers    |
| beurler         | hurler (pour le vent)         |
| chalande        | veillée de Noêl               |
| gouya           | mare / doline                 |
| gouillarde      | grande serpe                  |
| machurer        | se salir                      |
| matru           | petit / enfant                |
| telot           | bout de bois rond / homme sot |

##### Contes et mythes locaux
Il existe encore quelques ouvrages qui relatent les contes et les légendes des différents secteurs du Vercors, y compris pour le Royans, le Vercors central, le pays des Quatre-Montagnes et les vallées environnantes.
Le plus connu est un ouvrage notable consacré aux légendes du Dauphiné, fruit d'une recherche importante. Cette brochure assez volumineuse de 576 pages a été rédigée par Charles Joisten (1936-1981), ancien  conservateur du Musée dauphinois du Conseil général de l'Isère situé à Grenoble et qui relate, parmi les autres légendes, le bestiaire fantastique du Vercors.
Un autre ouvrage, récemment édité par une nouvelle maison d'édition basée dans la commune voisine de Saint-Martin-en-Vercors et dénommé « Entre Diable et fées, Contes et légendes en Vercors », écrit par Lydia Chabert-Dalix relate de nombreux récits locaux et notamment une légende propre au val de Rencurel qui évoque la querelle entre les Chartreux des Écouges et les villageois du bourg

### Rencurel dans les arts

#### Au cinéma

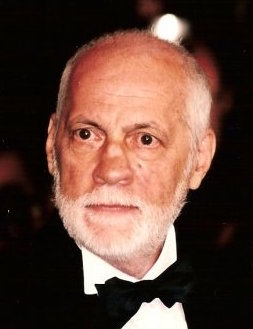
Michel Serrault

Les deux films tournés sur le territoire de Rencurel ont Michel Serrault comme acteur principal.
- 2001 : Une hirondelle a fait le printemps réalisé par Christian Carion, avec Mathilde Seigner et Michel Serrault[79].
- 2002 : Le Papillon réalisé par Philippe Muyl, avec Michel Serrault et Claire Bouanich[80].

### Personnalités liées à la commune

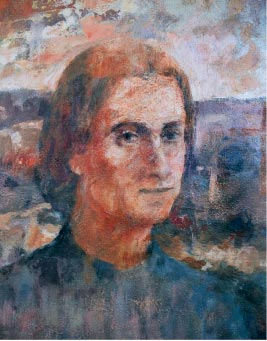
Pierre Vigne

- Pierre Vigne (1670 - 1740)

Prêtre ardéchois, mort à Rencurel. Fondateur de la congrégation du Saint-Sacrement, il fonde en 1712 la confrérie du Rosaire. À l’âge de 70 ans, il meurt à Rencurel le 8 juillet 1740 lors de sa dernière mission. Il est béatifié par le pape Jean-Paul II le dimanche 3 octobre 2004 à Rome, place Saint-Pierre.
- Fernand Crouau dit Abel (né en 1905)

Cet officier de réserve dirige une compagnie de maquisard durant la Seconde Guerre mondiale et dont la base était située à La Balme-de-Rencurel.

### Héraldique
|  | Rencurel (Isère) possède des armoiries dont l'origine et le blasonnement exact ne sont pas disponibles. |